# موناليزا
الموناليزا (باللُغةِ الفرنسيةِ: Mona Lisa، وباللُغةِ الإيطاليةِ: Monna Lisa) أو الجيوكاندا (باللُغةِ الفرنسية:La Joconde، نقحرة: لا جوكوند، وباللُغةِ الإيطاليةِ:La Gioconda، نقحرة: لا جوكوندا)، هي لوحةٌ فنيةٌ نصفيةٌ تعود للقرن السادس عشر لسيدةٍ يُعتقدُ بِأنها ليزا جوكوندو، بِريشةِ الفنان، والمهندس، والمُهندِس المعماري، والنحّات الإيطالي ليوناردو دافينشي،  حيث رسمها خلال عصر النهضة الإيطالية. استخدم ليوناردو دافينشي في إنهائها طلاء زيتيا ولوحا خشبيا مِنَ الحور الأسود. تعد هذه اللوحة ملكاً للحكومة الفرنسية حيث تعلق هناك على جدار متحف اللوفر خلف لوح زجاجي مقاوم للرصاص وفي بيئة يتم التحكم بمناخها. لقد وُصِفت هذهِ اللوحة بِأنها «أكثر الأعمال الفنية شهرة في تاريخِ الفن، وأكثر عمل فني يتم الكتابة عنه، والتغني به، وزيارته من بينهم»، كما وُصفت أيضًا بِأنها «أكثر الأعمال الفنيّة التي تمت محاكاتها بشكلٍ ساخر في العالَم».

يعود أصل تسمية الموناليزا بهذا الاسم إلى مؤرخ الفن جورجيو فاساري عندما كتب: 
 وكلمة (Mona) هي اختصار للكلمة الإيطالية (Ma donna) والتي تعني «سيدتي» أي أن موناليزا تعني «سيدتي ليزا»، وليزا هي على الأغلب موضوع اللوحة. وكلمة (Ma donna) كانت تختصر بين عامة الناس في الحديث اليومي إلى (Mona). أما الاسم الإيطالي (La Gioconda) والفرنسي (La Joconde) فأصلهما يعود إلى الكلمة الإيطالية (jocund) والتي تعني «سعيد» أو «مرح»، كما أن فيها إشارة إلى اسم زوج ليزا الأخير، «جوكوندو».
تعد الموناليزا اليوم -تقريبا- أشهر عمل فني في العالَمِ؛ حيث يصل عدد زوارها إلى الستةِ ملايين زائر خلال السنة الواحدة (80% من زوار متحف اللوفر)، إلا أنَ الموناليزا لم تحظ بهذه الشهرة حتى مطلع القرن العشرين؛ حيث كانت في ذلكَ الوقت مجرد لوحة مِنْ بين اللوحاتِ العديدةِ التي حظيت بِتقديرٍ عالٍ. مع بداية القرن التاسع عشر بدأ الناس يمدحون دافينشي وساد اعتقاد حينها بأنه عبقري، ومن ثم بدأت شهرة الموناليزا تنمو تدريجياً مع مطلع منتصف القرن التاسع عشر.
ويعود سبب شهرتها تلك إلى عدة أسباب مختلفة من أهمها ابتسامتها التي وُصفت بِأنها غامضة ومبهمة؛ حيثُ حيرت العديد مِن الأشخاص مِثل سيجموند فرويد وأساتذة جامعة هارفارد وأعداد لا تحصى مِن المشاهدين، إلى جانب ذلك؛ استخدامه لطريقة الرسم بمنظور من نقطة واحدة في الخلفية، وهنالك أمر يتعلق بجل التكوين الفني لهذه اللوحة، والطريقة التي استخدمها في رسم المنظور الجوي، حيث يساهم كل منهم في إيصال الصورة الشاملة لهذه اللوحة.
بالرغم مِن أنّ الحقائق المؤكدة والدقيقة عن اللوحة قليلة، إلا أنه ووفق السيرة الذاتية التي كتبها فاساري عن ليوناردو توضح أنّ دافينشي قد رسمَ الموناليزا عندما كانَ يعيشُ في فلورنسا وذلك عندما أسندَ إليه فرانشيسكو ديل جيوكوندو، وكانَ تاجرَ حريرٍ فلورنسي ثري، مهمة رسم زوجته ليزا جوكوندو عام 1503 -أي في عصرِ النهضة الإيطالية- حيث كانا متفقين على تعليقها على حائطِ بيتهما الجديد كنوعٍ مِنَ الاحتفال بإحدى المناسبتين: إما بمناسبة مجيء مولودهما الثاني آندريا في ديسمبر عام 1502، وذلك بعد وفاةِ ابنتهما عام 1499، أو بمناسبةِ شرائهما المنزل الجديد. استمرَّ دا فينشي بالعملِ عليها إلى أنْ إنتهى منها عام 1519. أخذ دا فينشي اللوحة معهُ مِن إيطاليا إلى فرنسا عندما انتقل إلى هناك بدعوةٍ مِن الملك فرانسوا الأول وانتهى بهِ المطاف بأنّ توفيَ هناك قبل أنّ يُسلمها إلى فرانشيسكو جوكوندو أو زوجته ليزا جوكوندو، وسبب عدم تسليمه اللوحة لأحدِ الزوجين حتى ذلك الوقت غير معروف.
هنالك الكثير مِن القصص حول كيف أصبحت اللوحة مُلكًا لِمَلك فرنسا فرانسوا الأول إلا أنّ الأمرَ الأكيد هو أنّها أصبحت مُلكًا له عام 1530. في ذلك الوقت تم الاحتفاظ بها في قصر فونتينبلو حيث بقيت هناك إلى أنْ نقلها الملك لويس الرابع عشر إلى قصر فرساي. وبعد الثورة الفرنسية -تحديدًا في عام 1797- تم نقلها إلى متحفِ اللوفر حيث لا تزالُ موجودةً هناك منذُ ذلك الحين.

## الرسام

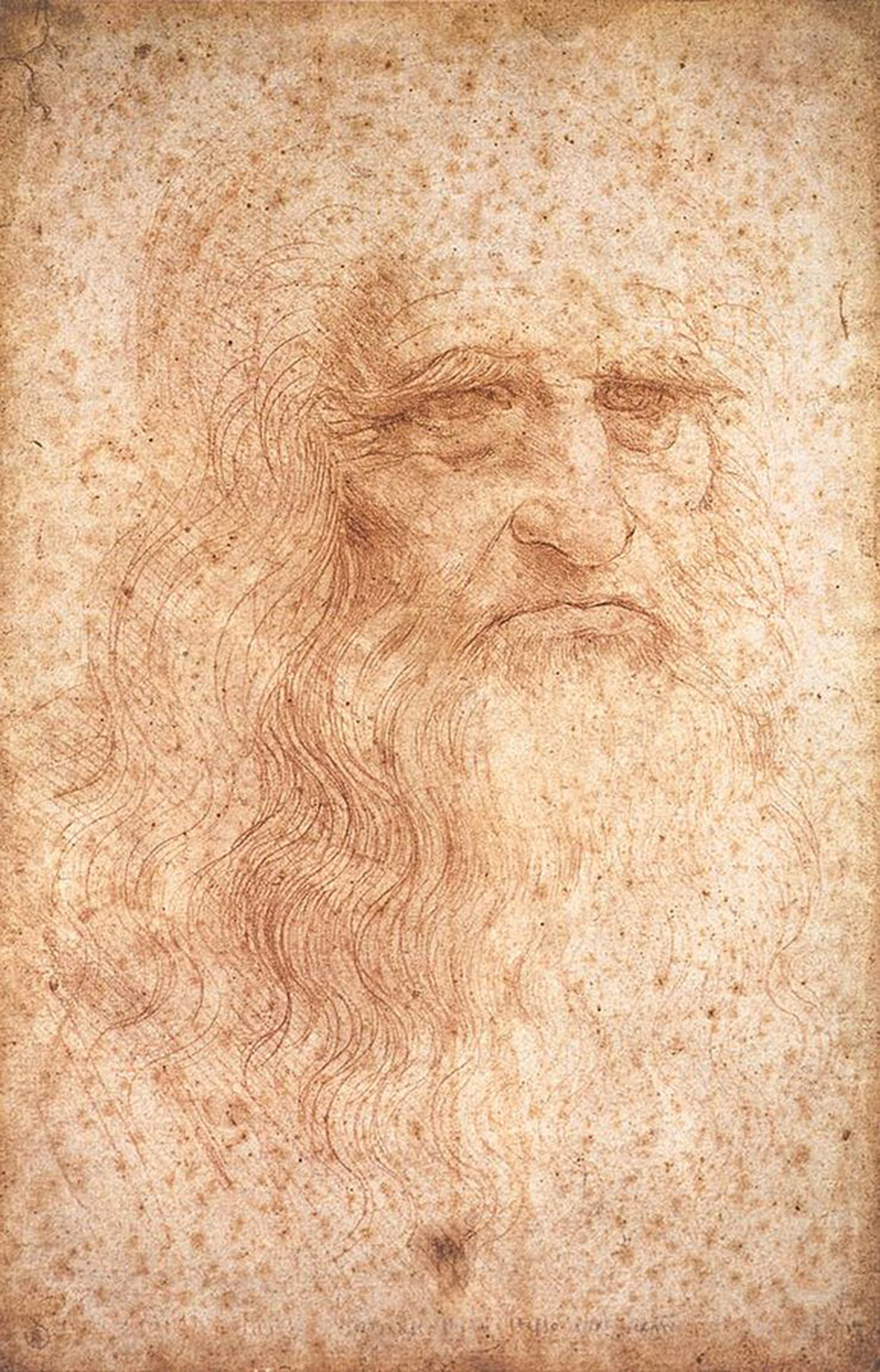
بورتريه ذاتي بواسطة ليوناردو دافينشي

ولد ليوناردو في 15 أبريل 1452 (النمط القديم) «الساعة الثالثة من الليل» في تلة توسكانا الموجودة في فينشي، عند الوادي المنخفض في نهر أرنو الموجود في أحد مقاطعات جمهورية فلورنسا المحكومة من قبل آل ميديشي. وكان ذلك نتيجة علاقة غير شرعية بين كاتب العدل الثري مسر بيرو فروازنو دي أنتونيو دا فينشي وخادمته كاثرين فاكا. ولم يمتلك ليوناردو أي كنية (اسم عائلة) بالمعنى الحديث، حيث أن دا فينشي ببساطة تعني «من فينشي»؛ اسم ولادته الكامل هو "Lionardo di ser Piero da Vinci" والتي تعني "ليوناردو ابن سر (مشتقة من "مسر")  بيرو من فينشي". وإضافة «سر» قبل اسم والده تدل على أن والده كان رجلاً محترما. أمضى ليوناردو أول خمس سنين من حياته في نجع موجود في أنكيانو في منزل والدته، وفي بداية 1457 عاش في منزل والده، وجده وجدته، وعمه في مدينة صغيرة في فينشي. وعندما بلغ الرابعة عشر من عمره دخل ورشة العمل الخاصة بالرسام الفلورنسي أندريا دل فروكيو التي كانت تعد في ذلك الوقت من أرقى ورشات العمل، حيث تدرب هناك كفنان مع ساندرو بوتيتشيلي وبيترو بيروجينو.
طور ليوناردو دراسة كل من الرياضيات، والهندسة الرياضية، والعمارة، والمنظور، وكل علوم المراقبة الطبيعية، حيث اعتبرت هذه العلوم بأنه لا غنى عنها في ذلك الوقت. وكتَتِمة للتعليم درس ليوناردو العمارة، والهندسة. ليوناردو عاصر النهضة والنهضة الإنسانية، وتميز في العديد من التخصصات، وكان يدعى أب علم المتحجرات (البليونتولوجيا)، والإكنلوجيا، وهندسة العمارة واعتبر واحد من أعظم الرّسامين على الإطلاق. وفي بعض الأحيان ينسب إليه الفضل في اختراع المروحية، ومظلة الهبوط، والدبابة. خدم ليوناردو لدى العديد من الأشخاص المؤثرين مثل لورينزو دي ميديشي، ودوق سفورزا، وملوك مانتوفا، والملك فرانسوا الأول من فرنسا.
وبفضل دقة التكنيك الذي يستخدمه ليوناردو، وأيضا المهن الأخرى التي يمتهنها كمصمم ومخترع فإن المنتج المصوَّر الخاص بِليوناردو نادر جدًا. من بين أكثر أعماله تميزًا عذراء الصخور، وسيدة مع قاقم، والعشاء الأخير، واللوحة الأكثر شهرة مِن بينهم جميعًا: الموناليزا.

## عنوان اللوحة وموضوعها
إن عنوان اللوحة، المعروف باللغة الإنجليزية بالموناليزا، مبنيٌّ على الافتراض القائل بأنها تجسّد ليزا ديل جوكوندو، على الرغم من أن الشبه غير مؤكد. كتب مؤرّخ الفن في عصر النهضة جورجو فازاري أن «الفنان ليوناردو تعهّد لفرانشيسكو ديل جوكوندو برسم صورةٍ لزوجته موناليزا». إن كلمة مونا في اللغة الإيطالية، شكلٌ مهذبٌ ولبق، للقب مادونا، بشكلٍ مشابهٍ للقب مدام، سيدة، أو سيدتي في اللغة الإنجليزية. لذا يصبح عنوان اللوحة مادونا، واختصارها مونا. على الرغم من تهجئة عنوان اللوحة تقليديًا Mona باللغة الإنجليزية، إلا أنه مكتوب باللغة الإيطالية Monna Lisa (إذ أن كلمة mona هي كلمة سوقية باللغة الإيطالية)، لكن هذا نادر في اللغة الإنجليزية.
كانت ليزا ديل جوكوندو عضوًا في عائلة غيرارديني في فلورنسا وتوسكانا، وزوجة تاجر حرير فلورنسي ثري هو فرانشيسكو ديل جوكوندو. ويُعتقد أن اللوحة رُسمت لتزيين منزلهم الجديد، وللاحتفال بولادة ابنهما الثاني، أندريا. الاسم الإيطالي للوحة، الجوكوندا، يعني («سعيد» أو «مَرِح») أو، ربما يعني حرفيًا، تورية للشكل المؤنث لاسم ليزا الزوجي، جوكوندو. يحمل عنوان اللوحة الجوكوند المعنى ذاته في اللغة الفرنسية.
إن رواية فازاري عن الموناليزا مُستقاة من السيرة التي كتبها عن حياة ليوناردو والصادرة في عام 1550، بعد 31 عامًا من وفاة الفنان. ولطالما كانت تلك السيرة المصدر الأكثر شهرةً للمعلومات حول أصل أو ملكية العمل وهوية الشخص الجالس في اللوحة. كان من بين أوراق سالاي الشخصية عند وفاته في عام 1524، وهو مساعد ليوناردو وتلميذه، صورةً سُميّت باسم الجوكوندا، وهي لوحة أوصى له بها الفنان ليوناردو.
جرى التأكد من رسم ليوناردو لمثل هذا العمل وحُدد تاريخه أيضًا، عندما اكتشف أحد الباحثين في جامعة هايدلبرغ في عام 2005، ملاحظة هامشية في طبعة عام 1477 لمجلد الفيلسوف الروماني القديم شيشرون. كتب المذكرة أغوستينو فيسبوتشي المعاصر لليوناردو بتاريخ أكتوبر من عام 1503. تشبّه هذه المذكرة ليوناردو بالرسام اليوناني الشهير أبيليس، المذكور في النص، وتذكر أن ليوناردو كان في ذلك الوقت يعمل على لوحة ليزا ديل جوكوندو. وردًّا على اكتشاف هذه الوثيقة، صرّح فنسنت ديليوفان، ممثل متحف اللوفر، «كان ليوناردو دافنشي يرسم، في عام 1503، صورةً لسيدة فلورنسية اسمها ليزا ديل جوكوندو. وقد تأكدنا الآن من هذا الأمر. لكن لسوء الحظ، لا يمكننا أن نتيقّن تمامًا من أن هذا البورتريه لليزا ديل جوكوندو هو لوحة متحف اللوفر ذاتها».
يؤكد الكتالوج النقدي لليوناردو دا فينشي (2019) أن اللوحة ربما تجسّد ليزا ديل جوكوندو، مع كون إيزابيلا ديستي هي البديل الوحيد المعقول. طور باحثون وجهات نظرٍ بديلة عديدة، بحجة أن ليزا ديل جوكوندو كانت موضوعًا لبورتريه مختلف، وحددوا أربع لوحات أخرى على الأقل أشار إليها فازاري باسم الموناليزا. اقتُرح عديد من الأشخاص الآخرين ليكونوا موضوعًا للوحة، بمن فيهم إيزابيلا أراغون، تشيتشيليا غالليراني، كوستانزا دافالوس، دوقة فرانكافيلا، باسيفيكا براندانو/براندينو، إيزابيلا غوالاندا، كاترينا سفورزا، بيانكا جيوفانا سفورزا، سالاي، وحتى ليوناردو نفسه. افترض المحلل النفسي سيغموند فرويد أن ليوناردو نقل ابتسامةَ رضى من والدته، كاترينا، ووضعها على وجه الموناليزا وغيرها من الأعمال الأخرى.

## وصف اللوحة
تُظهر اللوحة صورة لشخصية -والتي هي موضوع اللوحة- في مركزِ التكوين الهندسي، جالسةٌ في إطارٍ لمقصورة بشكلٍ جانبيّ، وباعتدال على كرسي بلا مسند للظهر، مع صدرها ووجهها ملتفين قليلًا باتجاهِ المُشاهد. وضعية جلوسها هذه مستمدة من التكوين الهرمي الذي استخدمه دا فينشي ليُضفي على لوحتهِ إيحاء بجلوسِ مادونا. ووجود الشخصية في مركز التكوين (المركز الهندسي) يعكس المكان الرئيسي الذي تضع فيه الإنسانية الفُردة، ونرى أيضًا أن تقاطع القُطرين يقع في قلبِ الشخصية.
ويظهر أنّ ذراعها اليسرى مرتاحةٌ على مسندِ ذراعِ الكرسي حيث تُعانقها يدها اليمنى التي تشُق طريقها عبر منتصف جسدها. وضعية ذراعيها والعلاقة بينهما وبين مسند ذراع الكرسي، تخلق نوعًا مِن الإحساس بوجود مسافة بين الشخصية الجالسة والمُشاهد. كما تبدو خبرة دا فينشي في التشريح واضحة عندَ النظر إلى اليدين، هذا لأنّ دا فينشي عاش في المستشفى ليدرس الهياكل العظمية وعلم التشريح على ما يزيد عن 30 جثة.
الأسلوب الذي استخدمه ليوناردو في إظهار النصف العلوي من جسم الشخصية فقط، وجعلها تنظر إلى المشاهد مباشرةً كان جديدًا في ذلك الوقت وجعل من اللوحة منفردة بأسلوبها عن باقي لوحات العالم إلى يومنا هذا، حيث أن الرسامين في ذلك الوقت اعتادوا على جعل البورتريهات تظهر الصدر بعلو الكتفين فقط وعادة ما تكون جانبية تمامًا.
يظهر خلف الشخصية منظر طبيعي مكون من جبال وأنهار وأفق ضبابي، استُخدم في رسمه المنظور الجوي، حيث تظهر ألوان زرقاء مُدخنة، مع وجود نقطة غير محددة بوضوح، ومتلاشية، تتلاقى عندها جميع الخطوط مما يعطي تكوينها نوعاً من العمق، هذا وبالرغم من أن التفاصيل تظهر انعدام توازن واضح بين الأفق الصخري على اليمين (الجهة الأعلى)، مقارنةً بالسهول على اليسار (الجهة المنخفضة) التي تمتد بعيدا. كما نلاحظ وجود حافة مسطحة لجدار وبروز عمودين من الجانبين الأيمن والأيسر للّوحة.
تلبس الشخصية ثوباً حريريا بلون أخضر غامق مطوي طيات صغيرة من الأمام، مع أكمام صفراء. خط الرقبة مذهب بخطوط متداخلة مع بعضها ومطرزة. تلبس الشخصية حجاب أسود شفاف يغطي شعرها المجعد والمتلوي الذي ينسدل على أكتافها، ويُعتقد أن هذا الحجاب هو حجاب الحداد الذي يرمز إلى الطبقة الاجتماعية للشّخص الذي يرتديه، إلا أن ملابس الشخصية عادية وبسيطة ولا يُشير ثوبها ولا الوشاح الذي على رقبتها إلى طبقتها الارستقراطية.

العينان الضيقتان تحدقان بالمشاهد وتتبعانه حتى عند تحركه، ويعود السبب في ذلك إلى أنها متعامدة على سطح الصورة المستوي. ويظهر أيضًا أن العينان لا تمتلكان حاجبان، وفسر بعض الباحثون ذلك بأن السبب قد يعود إلى أن النساء في ذلك الوقت كانت تنتزع شعر الحاجبان حيث كانت تعتبر هذه الشعيرات قبيحة. في عام 2007 يقول مهندس فرنسي، يُدعى باسكال كونت، أنه وباستخدام مسح بدقة 240 بيكسل استطاع اكتشاف آثار لرموش ولحاجبان يحيطان بعينيّ الشخصية، بالإضافة إلى آثار للعديد من دبابيس الشعر ووشاح مرصع باللآلئ، حيث يقول المهندس أن الأصباغ التي استخدمت لرسم هذه التفاصيل قد تلاشت مع مرور الزمن أو أزيلت بدونِ قصد عندَ التنظيف.
في كتابه حياة الفنانين، يصف جورجيو فاساري بأن الشخصية تمتلك حاجبان كثيفان، مما يطرح أحد الاحتمالين: إما ان الحاجبان والرموش قد أزيلا عن طريق الخطأ، أو أن فاساري لم تكن لديه معرفة مباشرة بالعمل الفني.

## موضوع اللوحة

### هوية الشخصية الجالسة

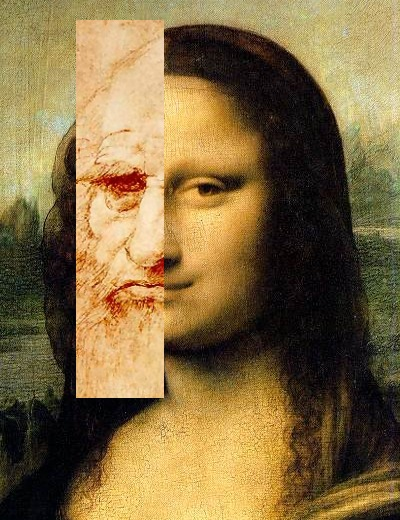
مقارنة بين الصورة التي رسمها ليوناردو دا فينشي لنفسه وبين لوحة الموناليزا باستخدام تقنيات معالجة الصور. التشابه بين الصورتين فسره البعض بأن لوحة الموناليزا هي بورتريه ذاتي لليوناردو نفسه.

يلف الغموض تاريخ الموناليزا؛ إذ لا تتوافر معلومات دقيقة عن اللوحة، أو أن المعلومات المتوافرة قليلة. ومن ضمن الحقائق التي يلفها الغموض، الزمن الذي استغرقه ليوناردو في رسم اللوحة، والأجر المدفوع له مقابل هذا العمل، والمدة التي احتفظ فيها باللوحة، وكيف وصلت إلى فرنسا. بالإضافة إلى ذلك هنالك هوية الشخصية التي هي موضوع هذه اللوحة، حيث لا يوجد إلى الآن أي دليل قطعي يمكن منه معرفة هوية هذه الشخصية بالضبط، ومن جهة أخرى تحتوي سيرة حياة ليوناردو دا فينشي التي كتبها جورجيو فاساري عام 1550 (أي بعد 31 سنة من موت دا فينشي) على الكثير من المعلومات عن الموناليزا، والتي هي الآن أهم مصدر للحصول على معلومات عن هوية الشخصية الجالسة في اللوحة. ووفقا لهذه السيرة فإن الشخصية الجالسة هي ليزا جيرارديني زوجة التاجر الثري فرانشيسكو ديل جيوكوندو، حيث قال في سيرته حياة أفضل المصورين والنحاتين والمهندسين المعماريين 1550:
بعد اكتشاف اللوحة ظهرت العديد من الأسئلة حول هوية الشخصية الجالسة. وبالرغم من أن المؤرخين اتفقوا على أن الشخصية الجالسة هي ليزا جيرارديني، إلا أن هنالك مجموعة من الأشخاص اتفقوا على أن هذه اللوحة هي في الحقيقة بورتريه ذاتي، وأن ملامح الوجه تشابه كثيرا بورتريه ذاتي آخر من عمل ليوناردو.
هنالك العديد من النظريات الأخرى عن هوية الشخصية الجالسة المبنية على مجموعة من الأدلة المتناثرة، إلا أن اللوحة غير موقعة وغير مؤرخة. وبالرغم من أن البورتريهات في ذلك الوقت كانت تحتوي على شيء يدل على اسم عائلة الشخصية الجالسة، أو الحالة الاجتماعية، إلا أن لا شيء كهذا موجود في الموناليزا، ولا أي سجل يدل على أي تفويض من أجل اللوحة موجود في أوراق ليوناردو.
هنالك العديد من النساء الأخريات غير ليزا اللواتي قد رشحن لأن تكون إحداهن هي الشخصية الجالسة، وتعد كل من إيزابيلا من أراغون، سيسيليا غاليراني، كوستانزا من أفالوس، دوقة فرانكافيلا، إيزابيلا من إستي، باسيفيكا براندانو أو براندينو، إيزابيلا غوالاندا، كاترينا سفورزا، وحتى سالاي وليوناردو نفسه جميعهم من ضمن القائمة. ومن جهة أخرى يعتقد بعض المؤرخون مثل سيلفانو فينسينتي أن الموناليزا ليست بأنثى أو بذكر حتى بل خليط بين الإثنين معاً في جسد واحد. وقد أجمع مؤرخو الفن في القرن الواحد والعشرين على نفس الرأي التقليدي والذي كان سائدا منذ زمن طويل على أن الشخصية الجالسة في اللوحة هي ليزا ديل جوكوندو.
هناك نظرية أخرى, لم يتم دعمها من قبل مؤرخين, والتي بحسبها، فإنّ الجالسة في اللوحة هي والدة ليوناردو, كاترينا, حسبما كان يذكرها في خياله. وفقاً لتلك النظرية، لم تكن والدة ليوناردو على قيد الحياة حين رسم اللوحة، وقد توفيت عام 1495، لكنها كانت حية في مخيلة ليوناردو. أما بالنسبة لليزا ديل جوكوندو، فقد اقتصر دورها على كونها نموذجًا (موديل) للرسم.

## الجماليات

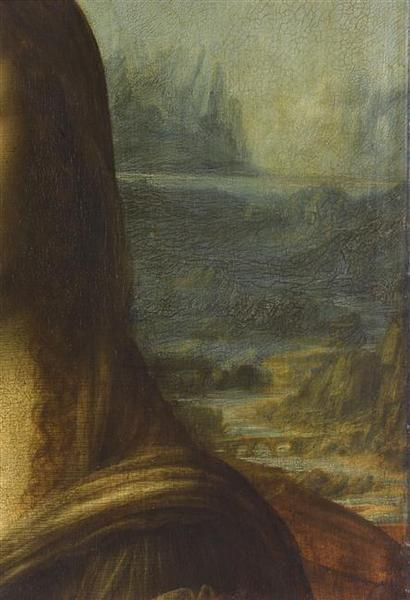
تفاصيل خلفية اللوحة (الجانب الأيمن)

تتشابه لوحة الموناليزا مع العديد من الصور التي رُسمت في عصر النهضة لمريم العذراء التي كانت تعتبر في ذلك الوقت نموذجاً مثالياً للأنوثة.
فتصوير الجالسة في ثلاثة أرباع صورة جانبية شبيه بأعمال أواخر القرن الخامس عشر الفنية التي أنجزها لورينزو دي كريدي وأغنولو دي دومينيكو ديل مازيري. لاحظ فرانك زولنر أنه يمكن إرجاع الوضعية العامة إلى نماذج الرسم الفلمنكي؛ إذ يتبين على وجه الخصوص أن الشرائح الطولية للأعمدة على جانبي اللوحة سبق وصوّرت في فن التصوير الفلمنكي." يستشهد وودز-مارسدين ببورتريه هانس ميملنغ بورتريه بينيديديتو بورتيناري (1487) أو التقليد الإيطالي كـ بورتريه قلادة سيباستيانو ماناردي على استخدام لوجيا، والذي له تأثير التوسط بين الجليسة والمناظر الطبيعية البعيدة، وهذه سمة مفقودة في لوحة ليوناردو دا فنشي السابقة "جينفيرا دي بينتشي".
تجلس المرأة منتصبة بشكلٍ ملحوظ على كرسي ذي ذراعين وذراعيها مغلقين، وهذه علامة على وضعية «المحتجز». نظرتها ثابتة على المُراقِب. تبدو المرأة وكأنها على قيد الحياة إلى حدٍ غير عادي، حقق ليوناردو هذا من خلال طريقته بعدم رسم الخطوط العريضة (سفوماتو). يخلق المزج اللين مزاجاً غامضاً «وذلك في ميزتين بشكلٍ أساسي هما زوايا الفم وزوايا العينين».

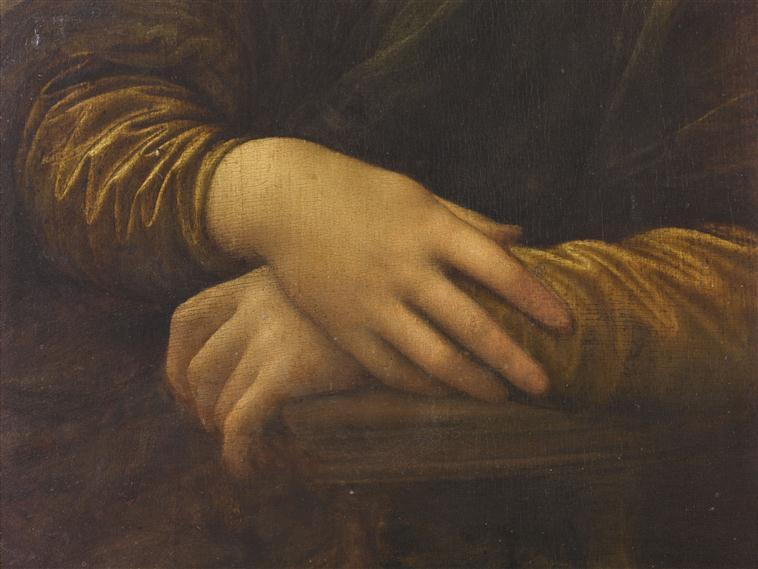
تفاصيل يديّ الموناليزا، ترتكز يدها اليمنى على يدها اليسرى. اختار ليوناردو هذه الإشارة بدلاً من إظهار خاتم الزواج لإظهار ليزا كزوجة مخلصة فاضلة.

كانت اللوحة واحدة من أوائل اللوحات التي تصور الجالس أمام منظرٍ خيالي، وكان ليوناردو من أوائل الرسامين الذين استخدموا المنظور الجوي. صوّر المرأة الغامضة جالسة وخلفها يتحول المشهد ويتّسع إلى جبال جليدية. لا تعطي مسارات التل والجسر البعيد سوى أدنى مؤشرات على وجود إنسان. اختار ليوناردو وضع خط الأفق بعيدًا عن الرقبة كما كان الحال في لوحته جينفيرا دي بينتشي'، لكنه وضعه عند مستوى العينين، وبالتالي ربط الشكل بالمناظر الطبيعية وركّز على طبيعة غامضة في اللوحة.
لا يظهر للموناليزا حواجب أو رموش واضحة. يدّعي بعض الباحثين أن النساء الأنيقات كنّ ينتفن هذه الشعيرات بأكملها إذ كانت تعتبر شعيرات قبيحة، وكان هذا شائعاً في ذلك الوقت. عام 2007، أعلن المهندس الفرنسي باسكال كوتي أن فحوصه ذات الدقة الفائقة للوحة تعطي دليلاً على أن الموناليزا رسمت في الأصل ولها رموش وحواجب واضحة، لكنها اختفت بمرور الوقت تدريجياً، ربما كان ذلك نتيجة الإفراط في التنظيف. اكتشف كوتي أن اللوحة أعيد العمل فيها عدة مرات، حيث أجريت تغييرات على حجم وجه الموناليزا واتجاه نظرها. كما وجد أنه في إحدى التعديلات كانت الموناليزا تضع العديد من دبابيس الشعر وغطاءً للرأس مزيناً باللآلئ حيث تم إزالتها لاحقاً ورُسم فوقها.
ثمة العديد من التكهّنات بشأن الشخصية المرسومة والمناظر الطبيعية. على سبيل المثال، ربما كان ليوناردو رسم لوحته بأسلوبه بإخلاص إذ لم يكن جمالها يعتبر من بين الأفضل، «حتى عندما قيست بمعايير أواخر مرحلة كواتروسينتو (القرن الخامس عشر) أو حتى بمعايير القرن الواحد والعشرين». يجادل بعض مؤرّخي الفن المختصّين في الفن الشرقي، مثل يوكيو ياشيرو أن المنظر الطبيعي في خلفية اللوحة استُلهم من الرسم الصيني، لكن هذا الطرح كان موضع جدلٍ لعدم وجود أدلّة واضحة.
أجرت البروفيسورة مارغريت ليفينغستون من جامعة هارفارد عام 2003 حديثاً صحفياً قالت فيه أن ابتسامة الموناليزا تختفي عندما تتم ملاحظتها بالبصر المباشر. وذلك بسبب طريقة معالجة العين البشرية للمعلومات المرئية فهي أقل ملائمة لالتقاط الظلال مباشرةً، ومع ذلك فإن الرؤية المحيطية يمكن أن تلتقط الظلال جيداً.
كشف بحث أجراه أستاذ جيومورفولوجيا في جامعة أوربينو وفنان في التصوير عام 2008 مدى تشابه المنظر الطبيعي في الموناليزا مع بعض المناظر الطبيعية في منطقة مونتيفيلترو في مقاطعات أوربينو وبيزارو وريميني في إيطاليا.

## التكوين

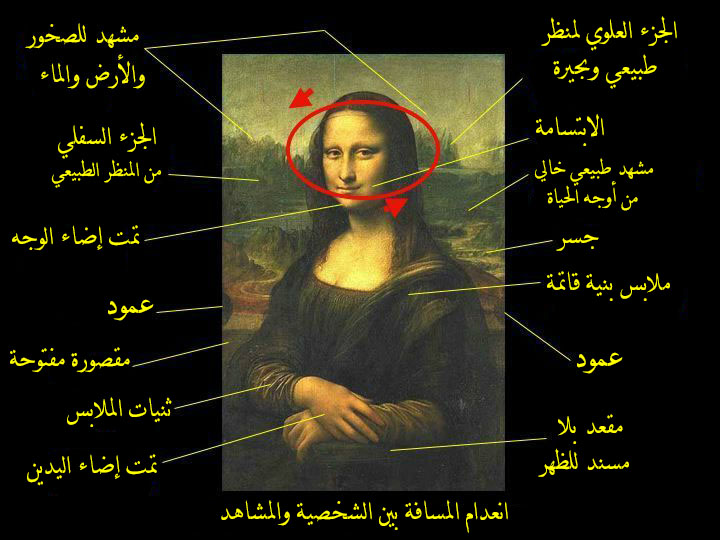
العناصر الفنية للوحة الموناليزا كما تخيلها دانيال آراس.

يتم النظر إلى التكوين في الفنون المرئية على أنهُ طريقة ترتيب وتنظيم العناصر المرئية في العمل الفني بحيث تتميّز عن الموضوع. يمكن أيضًا التفكير به على أنه طريقة تنظيم عناصر التصميم نسبةً إلى مبادئ التصميم.

### عناصر ومبادئ التصميم

#### عناصر التصميم

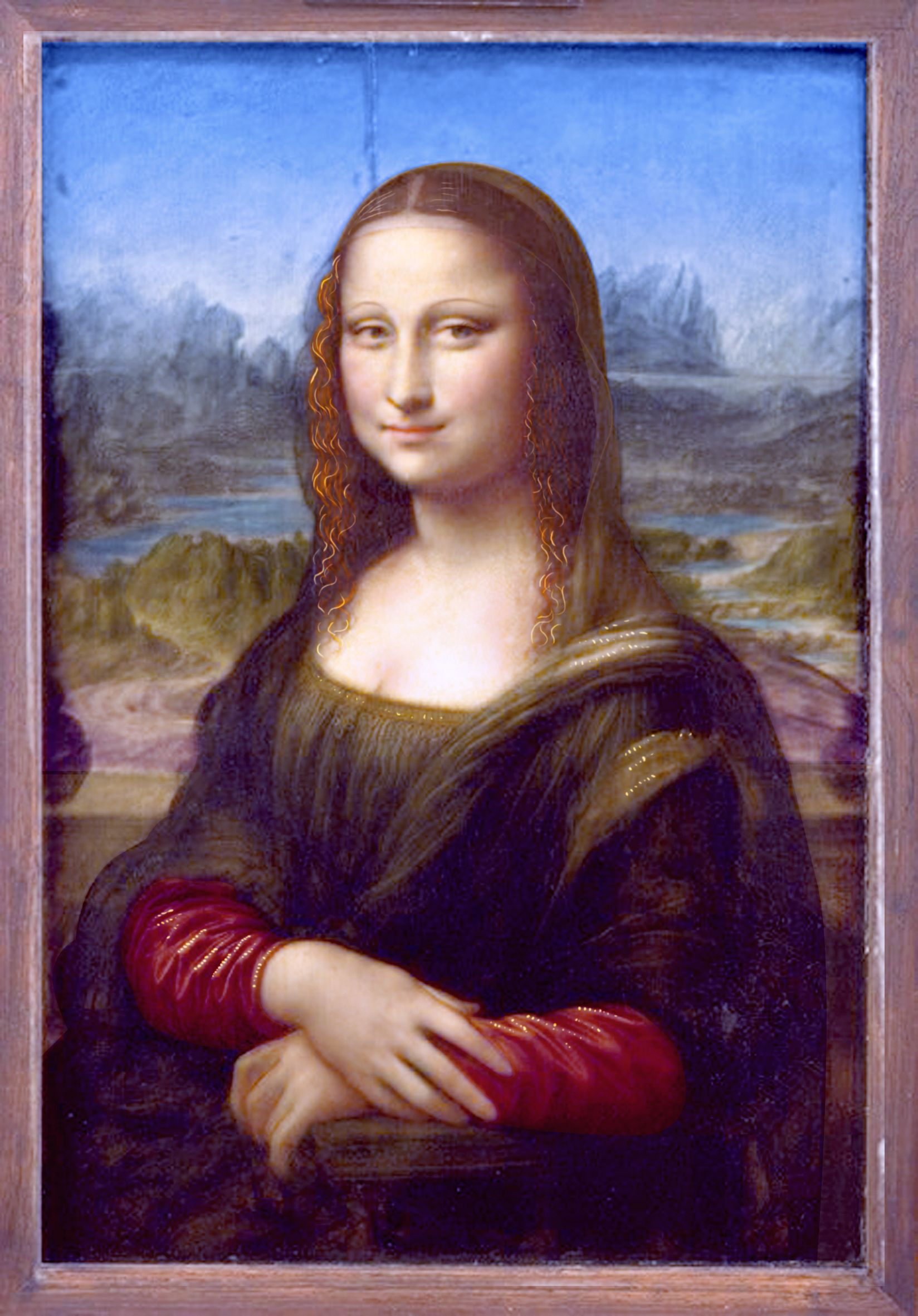
أحد النماذج المطروحة لألوان الموناليزا الأصلية بعد استعادتها باستخدام الحاسوب.

- اللون: استخدمت الألوان الحارة لرسم الشخصية، والألوان الباردة للطبيعة، إلا أنه من الصعب ملاحظة ذلك بسبب عتمة الألوان بمرور الزمن.[68] والألوان الأساسية المستخدمة فيها هي الأخضر، والمصفّر، والبني، والأزرق بدرجة ألوان ترابية تعطي شعور بالحيادية، حيث لا يشعر المُشاهد بوجود سعادة أو حزن في اللوحة.

بسبب مرور الزمن الذي يقدر بخمسمئة عام، وتعرض اللوحة للهواء والضوء والرطوبة؛ فإن الأصباغ أصبحت أغمق، والراتنجات الزيتية الممزوجة اصفرّت وخسرت شفافيتها.
- الشكل ثنائي الأبعاد: في هذه اللوحة استخدم ليوناردو بشكل أساسي الأشكال العضوية، خصيصا من أجل الانحناءات، والجبال المسننة في الخلفية. كما يمكن رؤية الشكل ثنائي الأبعاد في وجه الشخصية المستدير.[68]
- الخط: استخدم ليوناردو أنواع مختلفة من الخطوط في هذه اللوحة. أكثرها وضوحاً هي الخطوط المنحنية التي تشكل كلا من الوجه، والملابس، والشعر.[68] فعند النظر فوق جبين الشخصية، يمكن رؤية الخط الضمني المستخدم لتشكيل الوشاح فوق رأسها. وبالنزول إلى أسفل جانب وجه الشخصية، يمكن رؤية الخطوط الملتوية المكونة للشعر. كما أن الخطوط مستخدمة بشكل كبير في الخلفية لتشكيل كل من الطرق، والأنهار، حيث تعطي المشاهد شعوراً بوجود الحياة في المسافة بين الشخصية والخلفية.[68] وعند الصدر، استخدم خطا صغيراً لتشكيل انحناء الثدي. وبالذهاب إلى الكتف يمكن رؤية الخطوط الدقيقة المستخدمة لتشكيل قطعة القماش المستلقية على كتف الشخصية.[68] وبالعودةِ مجددًا إلى الصدر، هنالك العديد من الخطوط المنحنية والمموجة التي استخدمت لتملأ انتفاخ الثدي تحت قطعةِ القماش. وعندَ الأكمام هنالِك خطوطٌ مُنكسرة استخدمت بنعومة لِتعطي الشعورَ بمخمليةِ القماش.[68]
- الفضاء: استخدم ليوناردو الفضاء في المسافةِ بين الشخصية والخلفية.[68]
- النسيج (الملمس): النسيج الحقيقي للّوحة هو السطح المتشقق والخشن، أما النسيج الإيهامي فيمكن رؤيته في نعومة بشرة الشخصية وخشونة الخلفية. كما يمكن رؤية النسيج في ملابسها الحريرية.[68]

#### مبادئ التصميم

الخطوط القُطرية التي تشكل طبقات التوازن موضحة بالخطوط الحمراء. لاحظ كيف أن أحد الخطوط متوازي مع انفها (الواقع خارج مركز اللوحة)، في حين ان الخطين الآخرين متوازيان مع المركز، مما يشكل توازنًا غير متماثل ويضيف هذا التوازن غير المتماثل اضطرابًا طفيفًا للتكوين.

- التوازن: بينما تعتبر الموناليزا غالباً لوحةً ذات تكوين متوازن، إلا أنّ كون موضع الشخصية بعيد قليلاً عن المركز يجعلها ذات تكوين غير متوازن.
  - التوازن المتماثل: التوازن بادٍ في وجه الشخصية، حيث يبدو أن الوجه مقسوم إلى نصفين متعادلين على جانبي الأنف، ولكن عند رسم خط طويل من منتصف الوجه حتى نهاية اللوحة، سيُلاحَظ أن الوجه لم يوضع في منتصف اللوحة، بل قليلا إلى اليسار، لذلك فإن التوازن هنا ضعيف بشكلٍ ما. وقد استخدم هذا التكنيك في هذه النقطة لإبراز الوجه باتجاه المُشاهد مما أعطاه تأثيرًا أكبر.[69]

وعند النظر إلى الألوان المهيمنة في الخلفية، يمكن ملاحظة تشكيلها لروابط أفقية مختلفة الأعراض - حيث ساهم هذا الاختلاف في إضافة نوع من «الاهتمام البصري» إلى التكوين، وإلى اختلاف طفيف في التناغم كما ساهم التأثير الخفي والدقيق لهذه الأعراض التي تتناقص نحو الأعلى في تعزيز تأثير المنظور في الخلفية - وعند النظر إلى هذه الروابط من منظور المساحة السلبية يمكن ملاحظة أن الجانب الأيسر لكتفي الشخصية يحتوي على مساحة سلبية أكبر من الجانب الأيمن وبذلك فإن اللوحة غير متوازنة تماثليًا.
- طبقات التوازن: تتواجد طبقات التوازن في الخلفية كما تتواجد في المناطق التي استُخدِم فيها خطوط قوية، حيث توجد ثلاث مجموعات من الخطوط القُطرية القوية في الشخصية الرئيسية، وتبدأ هذه الخطوط من اليدين والساعدين؛ حيث يتجلى بوضوح لون بشرتها الفاتح والذي يتصل مع انعكاس الضوء على تجاعيد أكمامها وسط ظلام ثوبها ويشكلان معًا خطًا مائلاً، والثانية هي الخطوط التي شكلتها الحافة العلوية من ثوبها، ثم فوقها - وهي الثالثة - هي الخطوط التي تلتقي فيها الإضاءة على ذقنها بالظلال الداكنة تحتها. في الخلفية توجد طبقة أخرى من التوازن في الأضواء والظلام مما يخلق أقطارًا تقود عين المُشاهد خلال اللوحة.

- التركيز: التركيز بشكل أساسي على وجه ليزا. التضاد بين ذلك الجزء من الخلفية الذي يحيط بوجهِ الشخصية الجالسة، وبين شعرها الذي يتضاد مع لون بشرتها الفاتح والذي يتضاد بدوره مع لون عينيها الغامقتين يحقق التركيز الذي كان يسعى إليه ليوناردو.
- التناسب: الشخصية الجالسة أكبر حجما بكثير من باقي العناصر في خلفية اللوحة. استخدم هذا المبدأ لتسليط التركيز على جسد الشخصية.[68]
- التضاد (التباين): يمكن رؤية هذا المبدأ في كل مكان في البورتريه، مثلا في الألوان الفاتحة في السماء في الخلفية، وفي بشرة ليزا. أما التضاد بالألوان الغامقة فيمكن رؤيته في شعر ليزا، وفي ملابسها، وفي تعابير وجهها، وفي ما تبقى من الخلفية. كما تم استخدام هذا المبدأ لإضاءة وجه ليزا.[68]
- الانسجام: استخدم ليوناردو الانسجام عندما قام برسم اللوحة بألوان غامقة.[68]
- التنوع: التنوع موجود في الخلفية، حيث يوجد نهر وجبال.[68]
- الوحدة: تكرار الألوان في الخلفية يعطي شعورا بالوحدة في البورتريه.[68]

## الشهرة

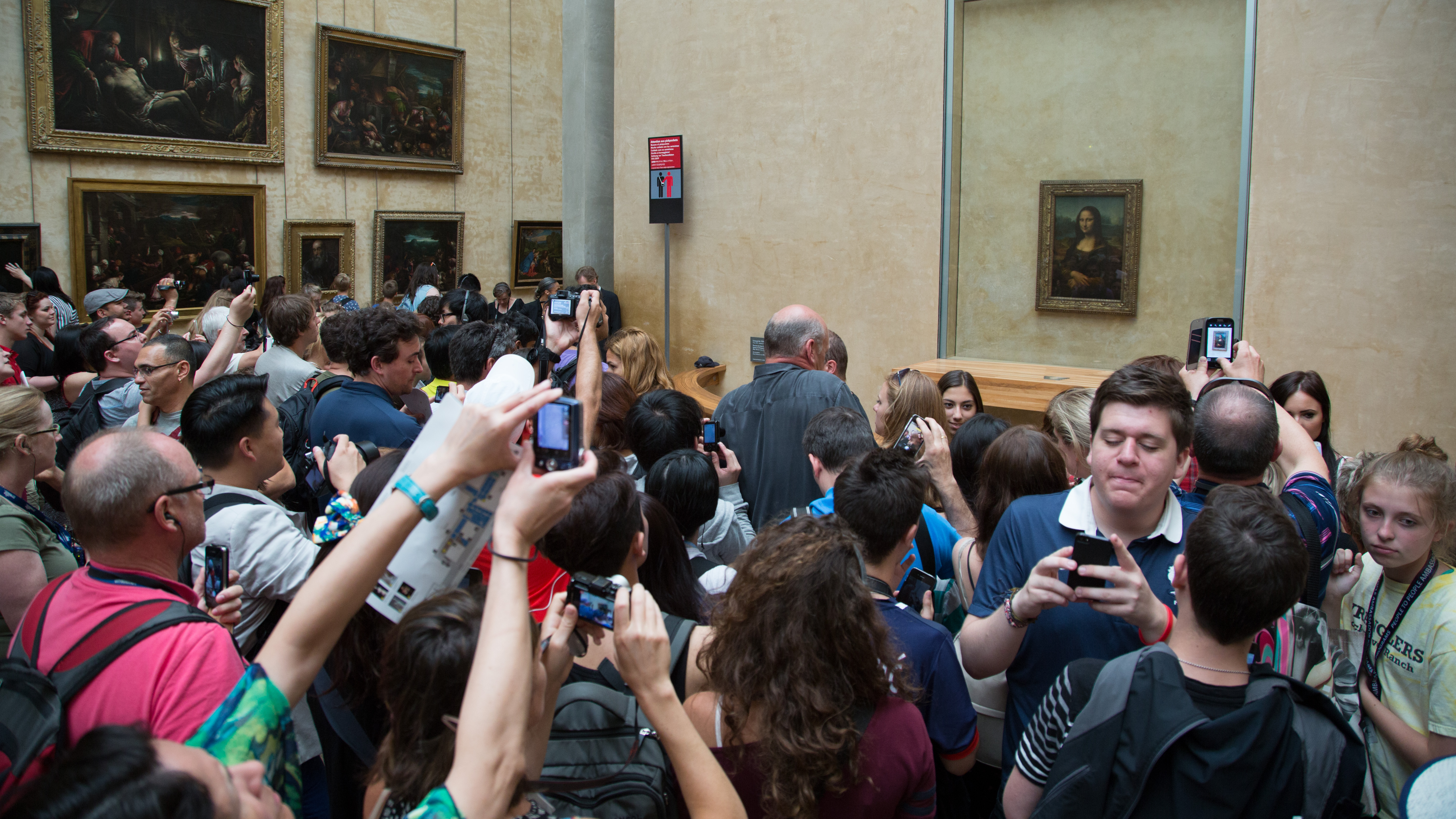
2014: موناليزا هي من بين أكثر المعروضات جذباً في متحف اللوفر.

اليوم، تعتبر الموناليزا أشهر لوحة في العالم. لكن حتى القرن العشرين كانت اللوحة واحدة من بين العديد من الأعمال الفنية المتميزة.
عندما كانت الموناليزا ضمن مجموعة فرانسوا الأول ملك فرنسا، كانت من بين أول الأعمال الفنية التي عُرضت في متحف اللوفر، الذي أصبح متحفاً وطنياً بعد الثورة الفرنسية. منذ القرن التاسع عشر، أصبح ليوناردو مبجّلاً باعتباره عبقريا، وارتفعت شعبية اللوحة منذ منتصف القرن التاسع عشر عندما طوّر المثقفون الفرنسيون فكرة رئيسية عن كون اللوحة غامضة بعض الشيء وتمثّل مثلية جنسية قدرية. سمّاها دليل بايديكير عام 1878 بـ«العمل الأكثر شهرة لليوناردو في متحف اللوفر»، لكن اللوحة كانت أكثر شهرة لدى النخبة المثقفة منها لدى عامة الناس.[بحاجة لمصدر]

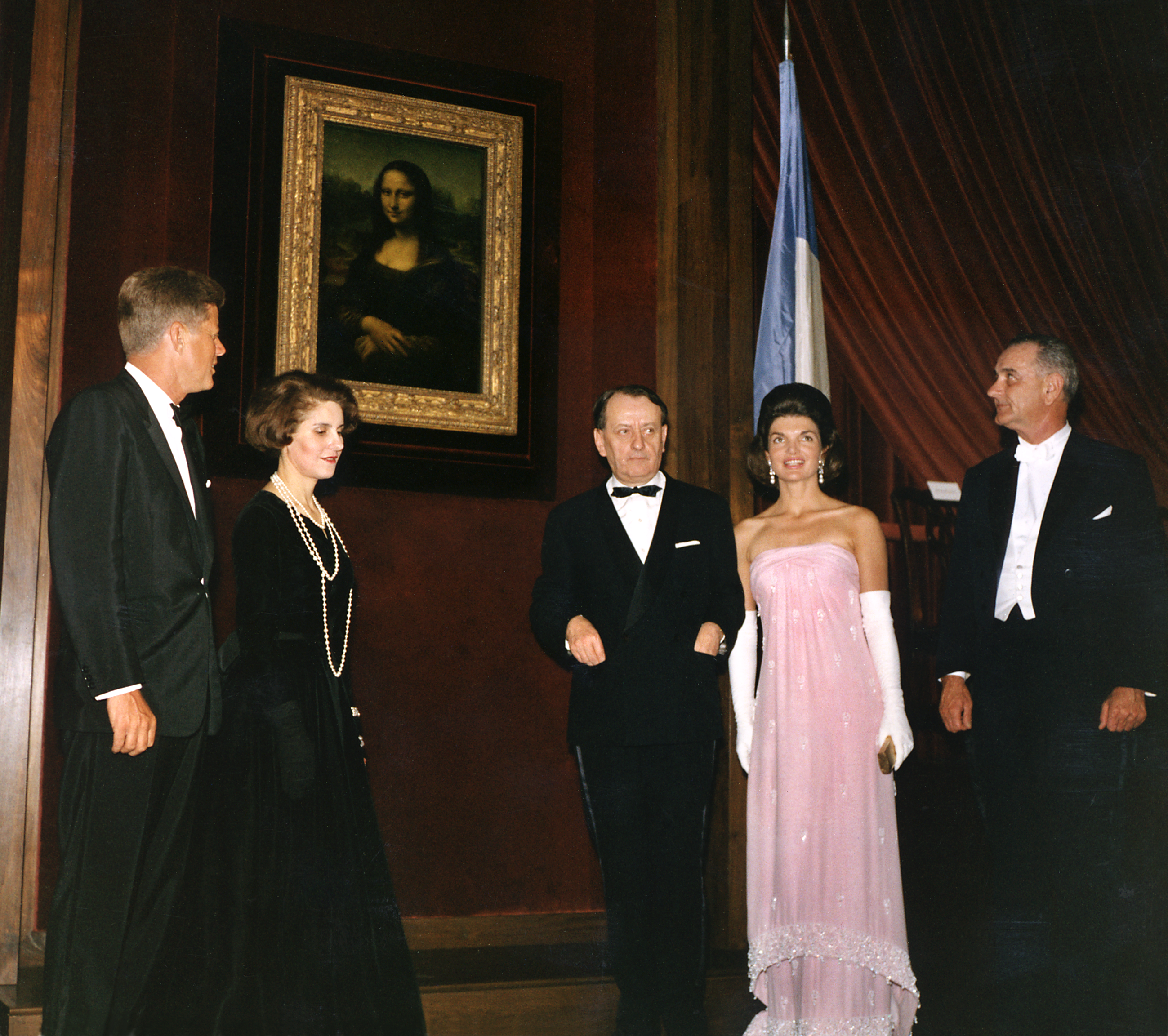
الرئيس الأمريكي جون كينيدي، مارلين مالرو، جاكلين كينيدي، أندريه مالرو، ليندون جونسون في حدث كشف النقاب عن الموناليزا في المعرض الوطني للفنون خلال زيارتها لواشنطن دي سي في الثامن من كانون الثاني 1963

. قيل أن موناليزا اعتبرت «مجرد ليوناردو آخر حتى أوائل القرن الماضي، عندما حدثت فضيحة سرقة اللوحة من اللوفر وتسليط الأضواء عليها ثانية بعد العودة على مدى عدّة سنوات».
من كانون الأول (ديسمبر) 1962 حتى آذار (مارس) 1963، عرضت الحكومة الفرنسية اللوحة في مدينتي نيويورك وواشنطن دي سي وقد تمّ شحنها على متن «إس إس فرنسا». في نيويورك، قدّر عدد زوارها بحوالي 1.7 مليون شخص انتظروا في طوابير لإلقاء نظرة على الموناليزا لم تتعد مدتها 20 ثانية أو نحو ذلك. عام 1974، عُرضت اللوحة في طوكيو وموسكو
عام 2014، زار 9.3 مليون شخص متحف اللوفر، اعتبر مدير المتحف السابق «هنري لويريت» أن 80% منهم أرادوا فقط مشاهدة الموناليزا"."

### القيمة المالية
قبل جولة 1962-1963، تمّ تقييم اللوحة لتأمينها بحوالي 100 مليون دولار أمريكي. لم يتم التأمين عليها حينها بل أنفق مبلغ أكبر على الأمن والحماية. بتعديل القيمة وفقاً للتضخم حسب مؤشر أسعار الاستهلاك الأمريكي، فإن 100 مليون دولار عام 1962 تساوي حوالي 782 مليون دولار عام 2015 ما يجعلها عملياً أغلى لوحة فنّية في العالم.
عام 2014، اقترح مقال نشرته فرانس 24 أن بيع اللوحة يمكن أن يساعد في تخفيف الدين المحلّي، مع أن التقرير ذكر أيضاً أن بيع الموناليزا وغيرها من الأعمال الفنية المماثلة محظور بموجب قانون التراث الفرنسي، الذي ينص على «محفوظات المتاحف التي تنتمي إلى هيئات عامة تعتبر ملكية عامة ولا يمكن أن تكون غير ذلك».

## نظريات حول الموناليزا

### تأثير نظرة الموناليزا
«تأثير نظرة الموناليزا» هي ظاهرة يبدو فيها أن بعض اللوحات تُحدق في المُشاهد مهما كان موقع المُشاهد بالنسبة للّوحة، ويعتمد هذا التأثير على موضع القزحية داخل صلبة عين الشخصية الناظرة في اللوحة، كما يعتمد أيضًا على اتجاه رأس الشخصية الناظرة بالنسبة للمُشاهد. وبالاعتماد على ما سبق، يصبح من الصعب على المشاهد لهذا النوع من اللوحات الهرب من نظرة اللوحة، والعكس صحيح؛ أي أنه في حال كانت اللوحة لا تنظر إلى المشاهد فإنه من الصعب على المشاهد أن يضع نفسه في مجال رؤيتها. ويعود السبب في ذلك إلى أن هذا النوع من اللوحات ثنائية الأبعاد، وبالتالي فإن ملامحها لا تتغير مهما تغير موقع المشاهد أو تغيرت طريقة نظره إليها، على عكس التماثيل مثلًا التي تتغير ملامحها عندما يتغير موقع المشاهد.
توضح نظرية «لا مركزية الوجه» (بالإنجليزية: face eccentricity)‏؛ وهي عندما يتشارك رأسان تخطيطيان ملامح الوجه الداخلية (العين، والفم، والأنف)، أهمية اتجاه الرأس في تحديد اتجاه نظر الشخصية في اللوحة.

الصورة «أ» تبين رأسان كل منهما يحمل ذات الملامح إلا أنهما يختلفان في اتجاه رأسيهما؛ فعند التركيز على الوجه الأيمن يظهر أنه يحدق بالمشاهد، وعند التركيز على الوجه الأيسر يظهر أنه يحدق بعيدًا. وبالتالي، بالنسبة لكل من الوجوه الواقعية والتخطيطية؛ فإن الاختلافات في اتجاه النظرة، مع ثبات موضع القزحية، ترجع إلى الاختلاف في اتجاه الرأس.
هنالك العديد من الدلائل التي تشير إلى أن رأس الموناليزا ملتف إلى الجانب، منها: لا مركزية الوجه، وزاوية الأنف، والرؤية النسبية للخدين. وبناءً على هذه الدلائل فإن المُشاهد A في الصورة «جـ» يشعر بأن رأس الشخصية منحرف قليلًا وغير متعامد مع مجال بصره، وبالإضافة إلى هذه الدلائل فإن المُشاهد A يلاحظ أيضًا أن بؤبؤ الشخصية منحرف عن مركز العين إلى حد ما، وبذلك فإنه يشعر بأن الشخصية تحدق فيه. أما بالنسبة للمُشاهِدة B؛ فإن اتجاه رأس الشخصية في اللوحة منحرف عن اتجاهها إلى حد مماثل للمُشاهد A، ونفس الأمر بالنسبة إلى معدل انحراف بؤبؤ عين الشخصية بالنسبة لها، وبالتالي وكما هو الحال مع المُشاهد A، فإن هذان الانحارفان سيتوازنان ليتشكل للمشاهدة B انطباع بأن اللوحة تحدق فيها.
باختصار فإن اللوحات التي يكون فيها معدل انحراف البؤبؤ 0 أو حتى متوازن؛ فإن تأثير نظرة الموناليزا سيحضر في هذه اللوحات، وستُشكل انطباعًا لدى المُشاهد بأنها تحدق فيه مهما كانت وجهة نظر المشاهد بالنسبة للوحة.

الصورة "جـ"

## الإرث
|                                                      |  |                                       |
| Le rire (الضحكة) رسمها أوجين باتيللي أو سابيك (1883) |  | L.H.O.O.Q. رسمها مارسيل دوشامب (1919) |

بدأ تأثير الموناليزا فعلياً حتى قبل اكتمالها، وبدا ذلك في الرسم الفلورنسي. استخدم رفائيل الذي تواجد في ورشة ليوناردو عدة مرات عناصر من تكوين الصورة وشكّلها في العديد من أعماله، كلوحة امرأة شابة مع يونيكورن (1506), وبورتريه مادالينا دوني (حوالي  1506). كما ظهرت في لوحات أخرى رسمها رفائيل لاحقاً مثل لا فيلاتا (1515–16) وبورتريه بالداساري كاستيليوني (م1514–15)، استعارات من رسم ليوناردو.
```
يشير زولنر إلى أنه «ما من عملٍ من أعمال ليوناردو كان له تأثير أكبر من تأثير الموناليزا النوعي». فقد أصبحت المثال الحاسم للبورتريهات 
```

في عصر النهضة، ولعله ولهذا السبب ينظر لها على أنها ليست مجرد رسم لشخص حقيقي، بل تجسيداً للمثالية أيضاً."
أشاد المعلّقون الأوائل كجورجيو فازاري وأندريه فيليبيان باللوحة لواقعيتها، لكنّ كتّاب العصر الفيكتوري اعتبروا أن الموناليزا مشبعة بالغموض والرومانسية. عام 1859، كتب تيوفيل غوتيه أن الموناليزا كانت «أبو هول الجمال الذي يبتسم بشكلٍ غامضٍ جداً»، وأنه «خلف التعبير يشعر المرء بفكرة غامضة لامتناهية ولا يمكن تفسيرها. ينتقل المرء ويضطرب ... ثمة رغبات مكبوتة وآمال تدفع المرء لليأس والشعور بالألم.» أما أطروحة والتر باتير الشهيرة التي كتبها عام 1869، فقد وصفت الجالسة وكأنها «أقدم من الصخور التي تجلس بينها؛ كمصاصي الدماء، تبدو كأنها ماتت عدّة مرات، وتعلّمت أسرار القبر؛ وأنها كانت غواصا في أعماق البحار.»
في بدايات القرن العشرين، بدأ بعض النقّاد يشعرون أن اللوحة أصحبت حاضنة للتفسيرات والنظريات الذاتية،
وبناءً على سرقة اللوحة عام 1911، اعترف مؤرخ عصر النهضة برنار برنسن أنها «أصبحت ببساطة حاضنة للشرور، وكنت سعيداً بالتخلص منها.»
أشار عالم الفن الطليعي إلى أن حقيقة شعبية الموناليزا لا يمكن إنكارها. بسبب مكانة اللوحة العظيمة، غالباً ما رسم الداديون والسرياليون نسخاً معدّلة ورسوم ساخرة. عام 1883، رسم سابيك (يوجين باتيللي) صورة للموناليزا تدخن غليوناً، وعرضت هذه اللوحة في معرض «المتنافرون» في باريس. عام 1919، رسم مارسيل دوشامب وهو أحد أكثر الرسامين الحديقين تأثيراً، لوحة L.H.O.O.Q. وهي محاكاة ساخرة للموناليزا بشاربٍ ولحية. أضاف دوشامب نصاً عندما يقرأ بصوتٍ عالٍ يبدو وكأنه الجملة الفرنسية "Elle a chaud au cul" والتي تعني «إن أردافها مثيرة» وذلك تلميحاً إلى أن المراة في اللوحة كانت في حالة إثارة جنسية. وفقاً لروندا رولاند شيرر، فإن الاستنساخ الظاهري هو في الواقع نسخ جزئي لوجه دوشامب نفسه.
اشتهر من أعمال سلفادور دالي عمله السريالي «صورة ذاتيّة كالموناليزا» عام 1954. عام 1963، وبعد نقل اللوحة للولايات المتحدة للعرض، أنشأ آندي وارهول مطبوعات باستخدام طباعة الشاشة الحريرية للموناليزا مكررة وأسماها «ثلاثون أفضل من واحدة»، كأعماله التي أنشأها لمارلين مونرو (خمسة وعشرين مارلين ملونة - 1962) وألفيس بريسلي عام 1964. لا تزال الموناليزا ملهمة للفنانين حول العالم. فقد رسم فنان حضري فرنسي يعرف باسم الغازي عدة لوحات للموناليزا على جدران مدينتي باريس وطوكيو باستخدام أسلوب فسيفسائي خاص به. تم العثور على مجموعة محاكاة ساخرة للموناليزا على موقع يوتيوب.

## النسخ الأولى

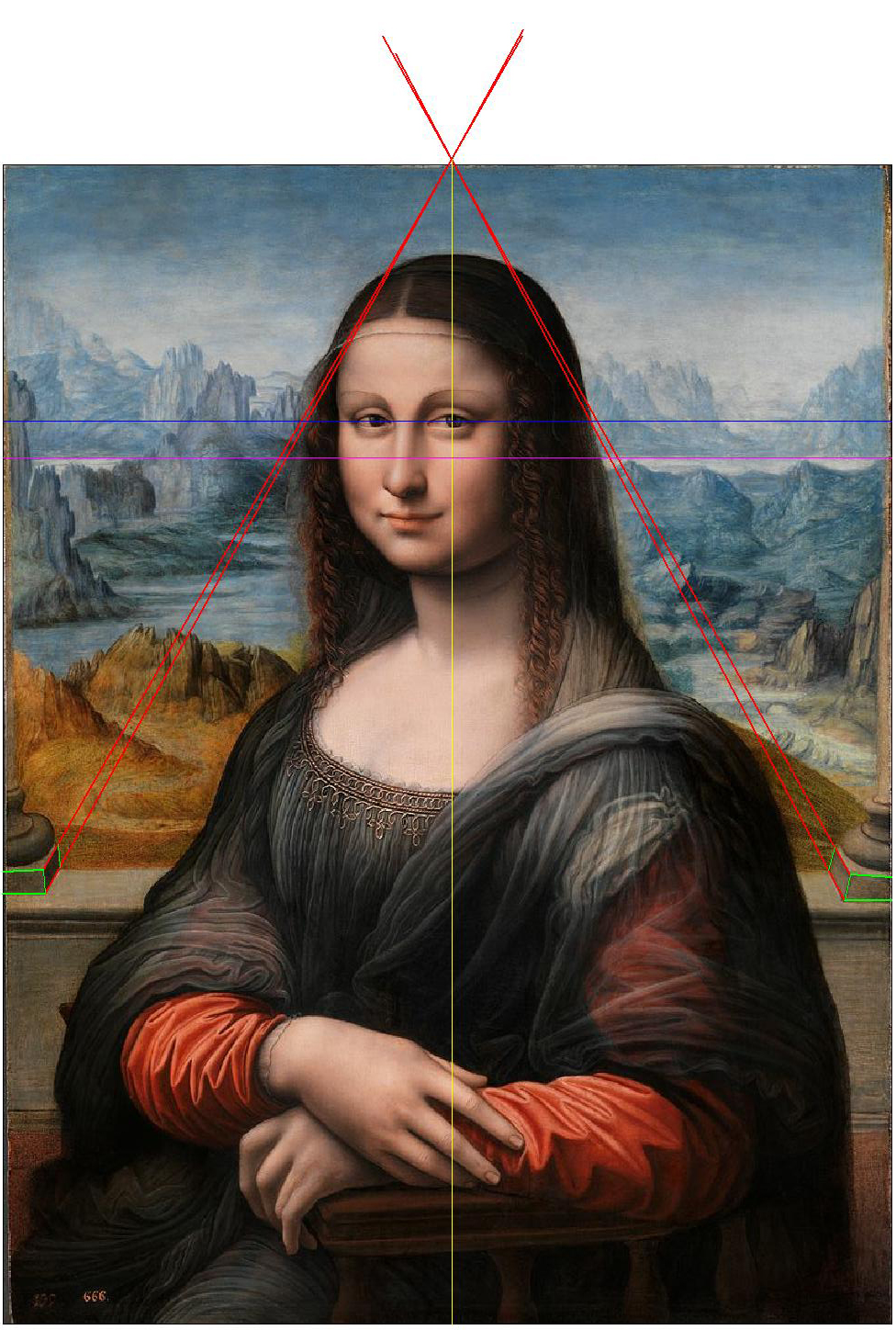
رسم منظوري لموناليزا برادو

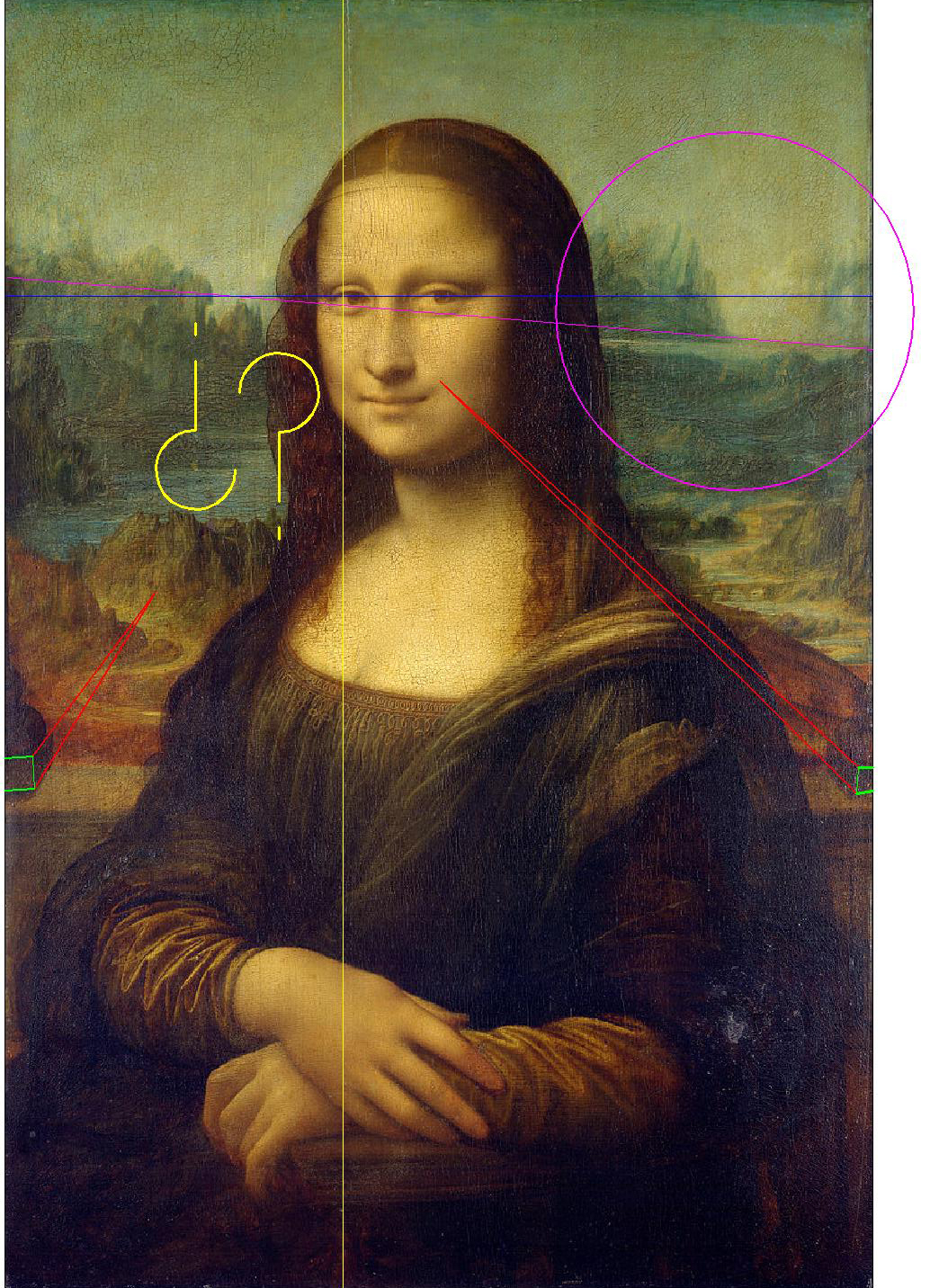
رسم منظوري لموناليزا اللوفر

### متحف برادو للجيوكاندا
توجد نسخة من الموناليزا تعرف باسم "موخير دي مانو دي ليوناردو أبينس (أي سيدة ليوناردو دا فنشي) في متحف ديل برادو في مدريد، اعتبرت لعدّة قرون من أعمال دافنشي. لكن منذ ترميمها عام 2012، أعلن أن اللوحة لم يرسمها دافنشي بل رسمها ليونارديتشي أحد تلاميذه في الاستوديو الخاص به في الوقت نفسه الذي رسمت فيه الموناليزا.
اتُخذ هذا القرار استناداً إلى تحليل أجري أثناء ترميم اللوحة، حيث تبيّن أنه من المرجح أن تكون اللوحة من رسم سالاي (1480-1524) أو من رسم فرانسيسكو ميلزي (1493-1572). ما أثار شكوك الآخرين.
تختلف اللوحة المستعادة من منظور مختلف عن اللوحة الأصلية قليلاً، ما أدى إلى تكهّنات أنها قد تكون أول تصوير ثلاثي الأبعاد في العالم. مع ذلك، أظهر تقرير أحدث أن هذا الزوج من اللوحات المجسمة لا يعطي عمقاً تجسيمياً موثوقاً.

### إيزلورث موناليزا
نسخة عن لوحة موناليزا، تعرف باسم موناليزا أيزلورث، اشتراها أول الأمر نبيلٌ إنجليزي عام 1778، أعيد اكتشافها عام 1913 على يد هوغ بلاكر، وهو متذوّقٌ فنّي. عُرضت اللوحة في وسائل الإعلام عام 2012، حيث تولّت ذلك مؤسسة موناليزا. يدّعي المالكون أن ليوناردو دا فنشي ساهم برسم جزءٍ من اللوحة، بيد أن خبراء رسم ليوناردو كفرانك زولنر ومارتين كيمب يدحضون هذا الادّعاء.

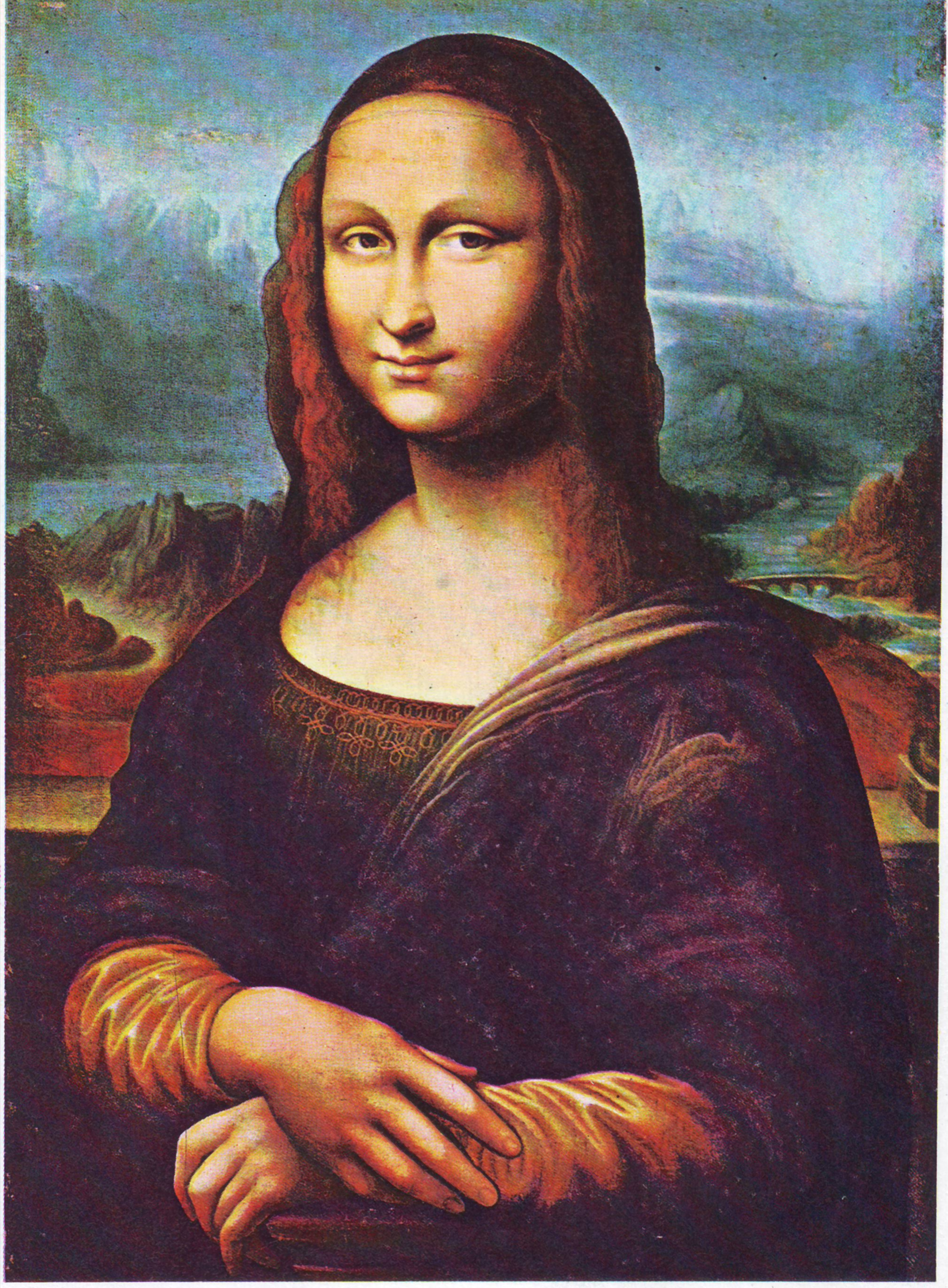
نسخة من موناليزا عادةً ما تنسب لسالاي
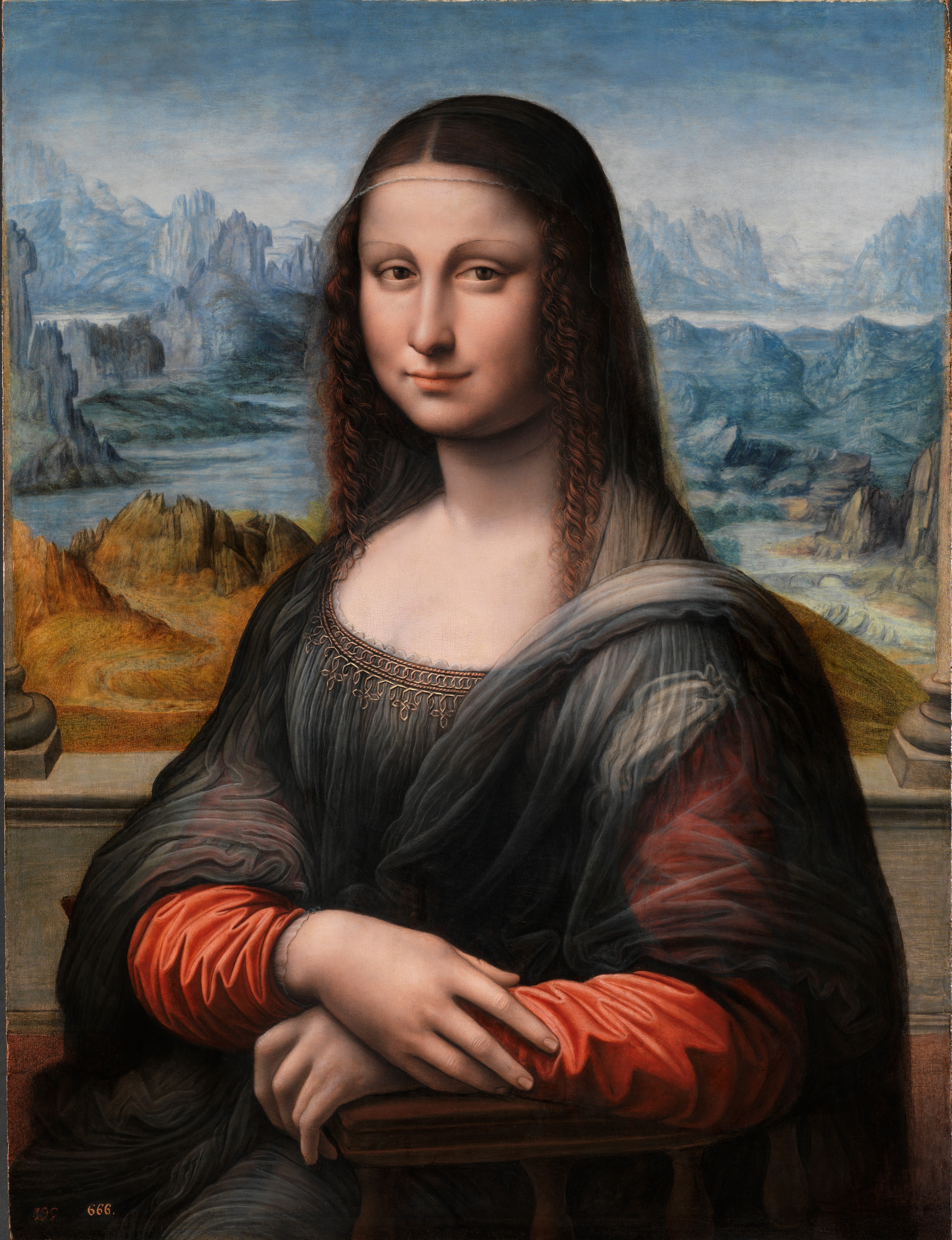
متحف برادو للجيوكندا
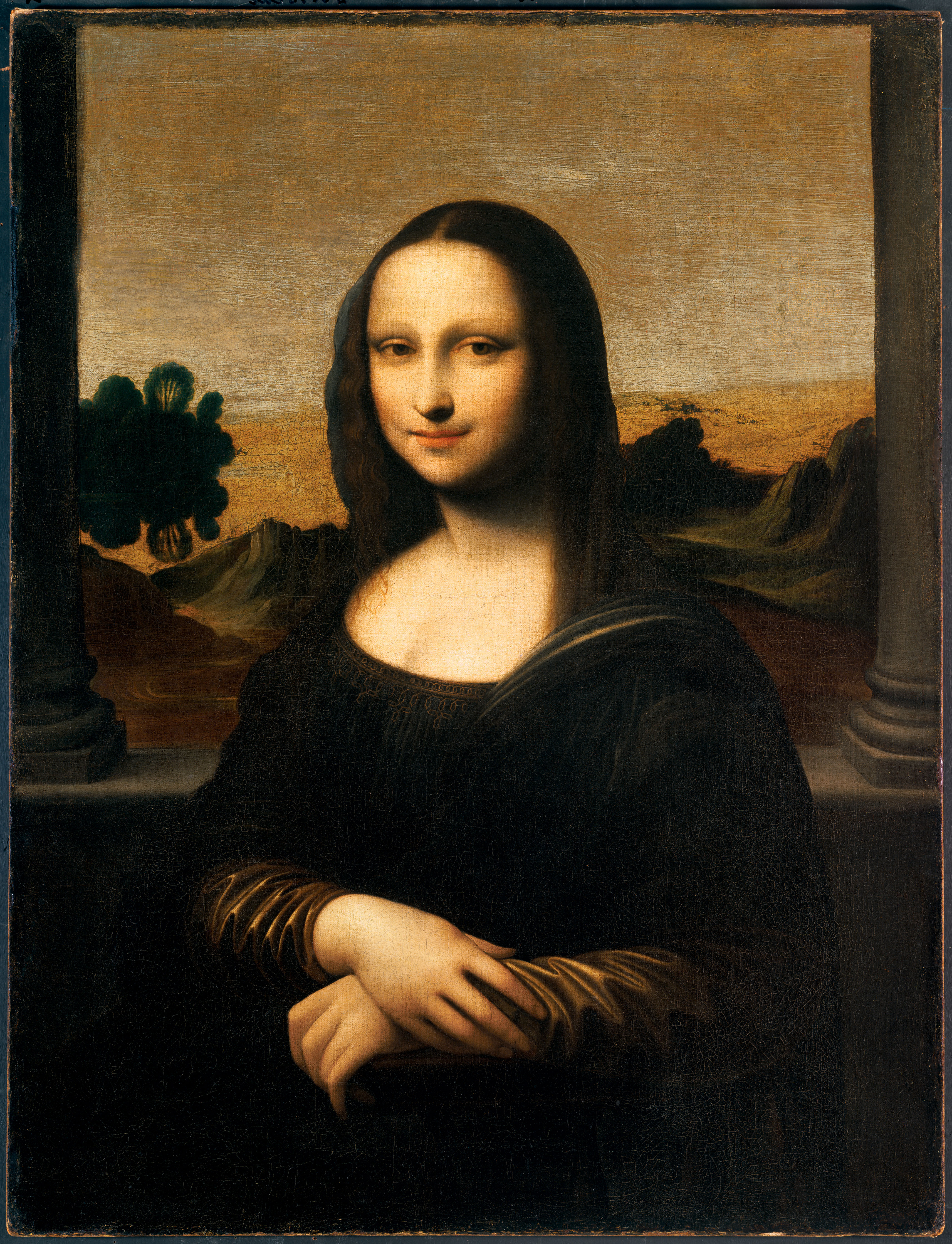
لوحة إيزلورث موناليزا
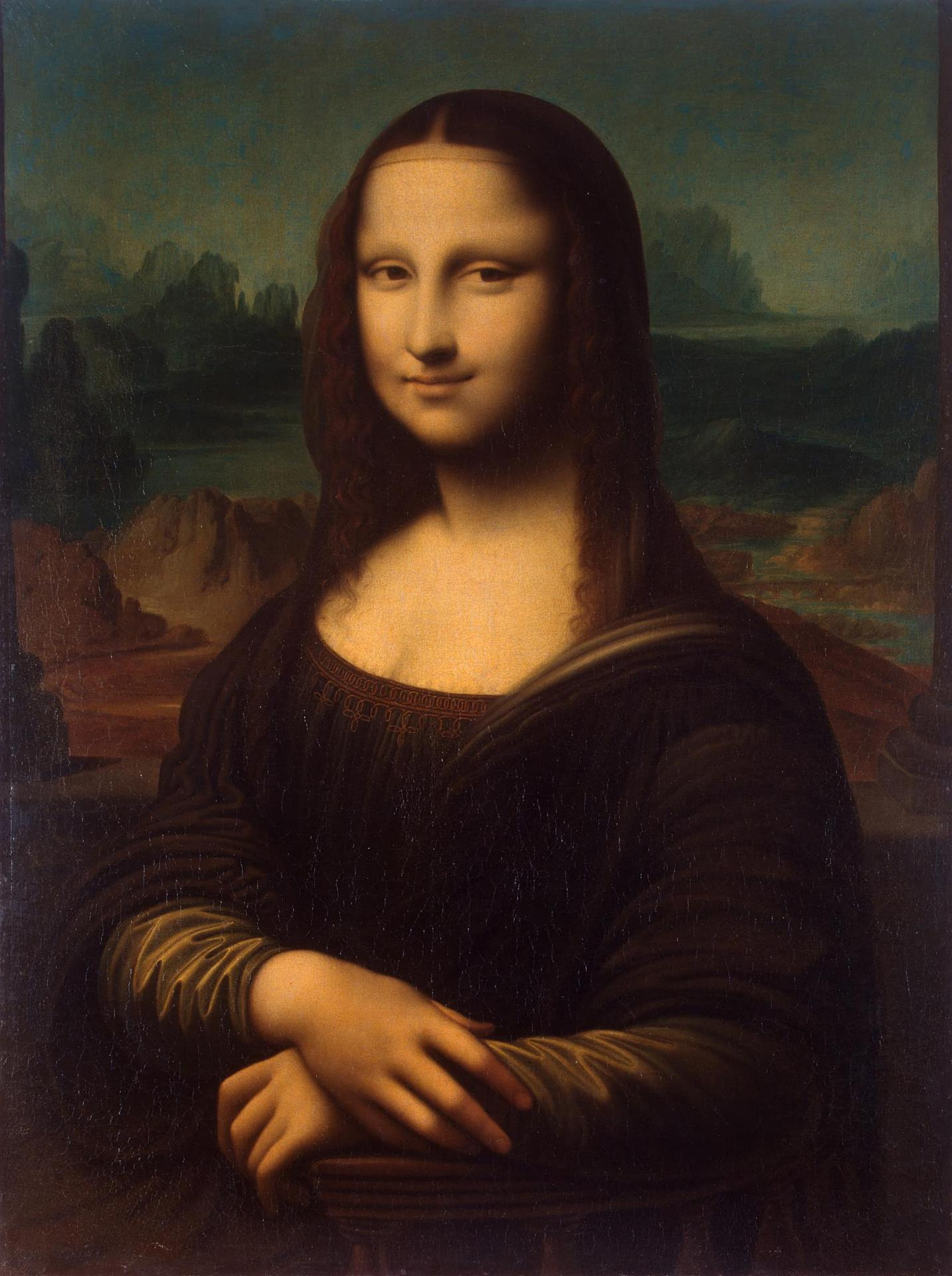
نسخة تعود للقرن السادس عشر الميلادي في متحف هيرميتاج والرسام غير معروف

### بِاللُغةِ العربيَّةِ
1. ↑  
رمضان، هالة (4 مايو 2016). "لن تصدقوا ما هو جنس الموناليزا". مجلة سيدتي. مؤرشف من الأصل في 2018-08-10. اطلع عليه بتاريخ 2017-07-24.
2. ↑  
"جنس الموناليزا يحير العلماء من جديد". روسيا اليوم. 4 مايو 2016. مؤرشف من الأصل في 2016-05-11. اطلع عليه بتاريخ 2017-07-24.

### بِلُغاتٍ أجنبيَّة
1. 1 2  Mona Lisa _ painting by Leonardo da Vinci. Encyclopædia Britannica. Retrieved 20 Jan 2017 نسخة محفوظة 04 يناير 2018 على موقع واي باك مشين.
2. 1 2 3  "Mona Lisa – Portrait of Lisa Gherardini, wife of Francesco del Giocondo". Musée du Louvre. مؤرشف من الأصل في 2019-04-07. اطلع عليه بتاريخ 2017-01-19.
3. ↑  "Joconde:Portail des collections des musées de France". culturecommunication.gouv. مؤرشف من الأصل في 2018-10-07. اطلع عليه بتاريخ 2017-01-18.
4. ↑  "La Joconde". Musée du Louvre. مؤرشف من الأصل في 2015-02-23. اطلع عليه بتاريخ 2017-01-18.
5. ↑  Lichfield، John (1 أبريل 2005). "The Moving of the Mona Lisa". Independent. مؤرشف من الأصل في 2019-04-27.
6. ↑  (بالإيطالية: Prese Lionardo a fare per Francesco del Giocondo il ritratto di mona Lisa sua moglie)‏Vasari 1879، صفحة 39
7. ↑  Clark, Kenneth (مارس 1973). "Mona Lisa". The Burlington Magazine (ط. vol 115). ج. 115 ع. 840: 144–151. ISSN:0007-6287. JSTOR:877242.
8. ↑  "14 Things You Didn't Know About the 'Mona Lisa'". mental floss. مؤرشف من الأصل في 2020-04-02. اطلع عليه بتاريخ 2017-03-21.
9. ↑  "Mona Lisa – Fact or Fiction? 50 Fantastic Things to Know!". Teach Kids Art. مؤرشف من الأصل في 18 أكتوبر 2018. اطلع عليه بتاريخ Mar 14 2017. {{استشهاد ويب}}: تحقق من التاريخ في: |تاريخ الوصول= (مساعدة)
10. 1 2  Riding, Alan (6 أبريل 2005). "In Louvre, New Room With View of 'Mona Lisa'". The New York Times. مؤرشف من الأصل في 2014-07-23. اطلع عليه بتاريخ 2007-10-07.
11. ↑  Tovrov، Daniel (14 مارس 2017). "Why is the Mona Lisa so Famous?". IBTimes. مؤرشف من الأصل في 2018-07-17.
12. ↑  "Why is the Mona Lisa so famous?". readanddigest. مؤرشف من الأصل في 2018-07-17. اطلع عليه بتاريخ 2017-03-21.
13. ↑  "Why did Leonardo da Vinci paint the Mona Lisa?". reference. مؤرشف من الأصل في 2017-04-21. اطلع عليه بتاريخ 2017-03-21.
14. ↑  Carrier، David (2006). Museum Skepticism: A History of the Display of Art in Public Galleries. Duke University Press. ص. 35. ISBN:0822387573.
15. ↑  "How Did the 'Mona Lisa' End up in France?". The Italian Tribune. مؤرشف من الأصل في 2018-10-07. اطلع عليه بتاريخ 2017-03-21.
16. ↑  His birth is recorded in the diary of his paternal grandfather Ser Antonio, as cited by Angela Ottino della Chiesa in Leonardo da Vinci, p. 83
17. ↑  Rosci, p.13
18. 1 2 3  Romano، Eileen (2005). "Leonardo", Los grandes genios del arte. Unidad Editorial. ISBN:84-89780-69-2.
19. ↑  Calvimontes، Carlos (2007). "Leonardo da Vinci y la cuadratura humana". مؤرشف من الأصل في 14 أبريل 2016. اطلع عليه بتاريخ 10 de junio de 2007. {{استشهاد ويب}}: تحقق من التاريخ في: |تاريخ الوصول= (مساعدة)
20. ↑  Artehistoria (2007). "Leonardo di ser Piero da Vinci". مؤرشف من الأصل في 27 de noviembre de 2015. اطلع عليه بتاريخ 10 de junio de 2007. {{استشهاد ويب}}: تحقق من التاريخ في: |تاريخ الوصول= و|تاريخ أرشيف= (مساعدة)
21. ↑  White 1968، صفحة 466
22. ↑  Rumerman, Judy. "Early Helicopter Technology." Centennial of Flight Commission, 2003. Retrieved 12 December 2010. نسخة محفوظة 03 يوليو 2017 على موقع واي باك مشين.
23. ↑  Pilotfriend.com "Leonardo da Vinci's Helical Air Screw." Pilotfriend.com. Retrieved 12 December 2010. نسخة محفوظة 18 أكتوبر 2017 على موقع واي باك مشين.
24. ↑  (بالإيطالية: Prese Lionardo a fare per Francesco del Giocondo il ritratto di monna Lisa sua moglie)‏ Vasari 1879، صفحة 39
25. ↑  "Ricerca | Garzanti Linguistica". www.garzantilinguistica.it. مؤرشف من الأصل في 2024-06-04. اطلع عليه بتاريخ 2021-11-15.
26. ↑  "Dizionario Italiano online Hoepli – Parola, significato e traduzione". dizionari.hoepli.it/. اطلع عليه بتاريخ 2021-11-15. [وصلة مكسورة]
27. ↑  Kemp 2006، صفحات 261–262
28. ↑  Bartz & König 2001، صفحة 626.
29. ↑  "Mona Lisa – Heidelberg discovery confirms identity". University of Heidelberg. مؤرشف من الأصل في 2013-11-05. اطلع عليه بتاريخ 2010-07-04.
30. ↑  Delieuvin، Vincent (15 يناير 2008). "Télématin". Journal Télévisé. France 2 Télévision.
31. ↑  Zöllner 2019، صفحة 241
32. ↑  Debelle، Penelope (25 يونيو 2004). "Behind that secret smile". The Age. Melbourne. مؤرشف من الأصل في 2013-11-25. اطلع عليه بتاريخ 2007-10-06.
33. ↑  Nicholl, Charles (28 مارس 2002). "The myth of the Mona Lisa". The Guardian. London. مؤرشف من الأصل في 2008-09-05. اطلع عليه بتاريخ 2007-10-06.
34. ↑  Kobbé، Gustav (1916). "The Smile of the 'Mona Lisa'". The Lotus Magazine. ج. 8 ع. 2: 67–74. ISSN:2150-5977. JSTOR:20543781. مؤرشف من الأصل في 2024-06-02.
35. ↑  "Opinion | Couldn't 'Mona Lisa' Just Stay a Mystery?". The New York Times (بالإنجليزية الأمريكية). 9 Jan 1987. ISSN:0362-4331. Archived from the original on 2023-10-09. Retrieved 2022-07-10.
36. ↑  Strickland, Carol; Boswell, John (1992). the annotated mona lisa: a crash course in art history from prehistoric to post-modern (بالإنجليزية) (2nd ed.). Andrews McMeel Publishing. p. 34. ISBN:9780740786426. Archived from the original on 29 ديسمبر 2010. Retrieved Mar 20 2017. {{استشهاد بكتاب}}: تحقق من التاريخ في: |تاريخ الوصول= (help)
37. 1 2 3  "Mona Lisa by Leonardo da Vinci". visual arts corks. مؤرشف من الأصل في 2018-10-20. اطلع عليه بتاريخ 2017-03-21.
38. ↑  Renée Léon (2012)، Un jour une œuvre. Approches de l'art à l'école {{استشهاد}}: الوسيط غير المعروف |passage= تم تجاهله يقترح استخدام |pages= (مساعدة) والوسيط غير المعروف |éditeur= تم تجاهله يقترح استخدام |editor= (مساعدة).
39. 1 2  "Mona Lisa". Artble. مؤرشف من الأصل في 2018-07-17. اطلع عليه بتاريخ 2017-05-30.
40. 1 2  Turudich 2003، صفحة 198
41. ↑  McMullen, Roy (1976). Mona Lisa: The Picture and the Myth. مكملين ناشرون. ISBN:978-0-333-19169-9.
42. ↑  Ghose, Tia (9 ديسمبر 2015). "Lurking Beneath the 'Mona Lisa' May Be the Real One". Livescience.com. مؤرشف من الأصل في 2015-12-11.
43. ↑  Holt, Richard (22 أكتوبر 2007). "Solved: Why Mona Lisa doesn't have eyebrows". ديلي تلغراف. UK. مؤرشف من الأصل في 2019-04-26. اطلع عليه بتاريخ 2017-07-26.
44. ↑  Vasari, Giorgio (2008). Lives of Artists (بالإنجليزية). Oxford University Press. ISBN:0199537194. Archived from the original on 2019-07-24. Retrieved 2019-12-28.
45. ↑  "GIORGIO VASARI". Mona Lisa Foundation. مؤرشف من الأصل في 2017-03-13. اطلع عليه بتاريخ 2017-05-30.
46. ↑  "The Mona Lisa Exposed: Mystery Identity". hepguru. مؤرشف من الأصل في 2018-10-21. اطلع عليه بتاريخ 2017-06-02.
47. 1 2  Wilson 2000، صفحات 364–366
48. ↑  Debelle, Penelope (25 يونيو 2004). "Behind that secret smile". The Age. Melbourne. مؤرشف من الأصل في 2013-11-25. اطلع عليه بتاريخ 2007-10-06.
49. ↑  Johnston, Bruce (8 يناير 2004). "Riddle of Mona Lisa is finally solved: she was the mother of five". ديلي تلغراف. UK. مؤرشف من الأصل في 2007-10-11. اطلع عليه بتاريخ 2007-10-06.
50. ↑  Chaundy, Bob (29 سبتمبر 2006). "Faces of the Week". BBC. مؤرشف من الأصل في 2019-04-07. اطلع عليه بتاريخ 2007-10-05.
51. ↑  Nicholl, Charles (28 مارس 2002). "The myth of the Mona Lisa". The Guardian. UK. مؤرشف من الأصل في 2008-09-05. اطلع عليه بتاريخ 2007-10-06.
52. ↑  "Mona Lisa – Heidelberg discovery confirms identity". جامعة هايدلبرغ. مؤرشف من الأصل في 2013-11-05. اطلع عليه بتاريخ 2010-07-04.
53. ↑  Roni Kempler: Who the Mona Lisa Is 2017, TXu 2-064-715, Google Site. Mona Lisa, painting by Leonardo da Vinci, View article history, Roni Kempler's contributions, Encyclopædia Britannica نسخة محفوظة 2023-04-17 على موقع واي باك مشين.
54. 1 2  Zöllner، Frank (2000). Leonardo Da Vinci, 1452–1519. ISBN:9783822859797. مؤرشف من الأصل في 2020-01-25.
55. ↑  Zöllner، Frank. "Leonardo's Portrait of Mona Lisa del Giocondo" (PDF). ص. 16. مؤرشف (PDF) من الأصل في 2014-10-01.
56. 1 2  Woods-Marsden p. 77 n. 100
57. ↑  "E.H. Gombrich, The Story of Art". Artchive.com. مؤرشف من الأصل في 2013-06-03. اطلع عليه بتاريخ 2013-06-03.
58. ↑  Farago 1999، صفحة 372
59. ↑  "The Mona Lisa (La Gioconda)". BBC. 25 أكتوبر 2009. مؤرشف من الأصل في 2010-06-26. اطلع عليه بتاريخ 2009-10-24.
60. ↑  McMullen, Roy (1976). Mona Lisa: The Picture and the Myth. مكملين ناشرون. ISBN:0-333-19169-2.
61. ↑  Holt، Richard (22 أكتوبر 2007). "Solved: Why Mona Lisa doesn't have eyebrows". The Daily Telegraph. UK. مؤرشف من الأصل في 2010-04-04. اطلع عليه بتاريخ 2010-03-11.
62. ↑  Ghose, Tia (9 ديسمبر 2015). "Lurking Beneath the 'Mona Lisa' May Be the Real One". Livescience.com. مؤرشف من الأصل في 2015-12-11.
63. ↑  Irene Earls, Artists of the Renaissance, Greenwood Press, 2004, p.113. (ردمك 0-313-31937-5)
64. ↑  Salgueiro، Heliana Angotti (2000). Paisaje y art. جامعة ساو باولو. ص. 74. ISBN:85-901430-1-5.
65. ↑  "BBC NEWS – Entertainment – Mona Lisa smile secrets revealed". مؤرشف من الأصل في 2007-08-31.
66. ↑  Rosetta Borchia and Olivia Nesci, Codice P. Atlante illustrato del reale paesaggio della Gioconda, Mondadori Electa, 2012, (ردمك 978-88-370-9277-1)
67. ↑  "Researchers identify landscape behind the Mona Lisa". The Times. مؤرشف من الأصل في 2016-11-16. اطلع عليه بتاريخ 2014-01-22.
68. 1 2 3 4 5 6 7 8 9 10 11 12 13  Arasse، Daniel (2 février 2006). Histoires de peintures. folio. ISBN:9782070320813. مؤرشف من الأصل في 29 أغسطس 2019. {{استشهاد بكتاب}}: تحقق من التاريخ في: |تاريخ= (مساعدة)
69. 1 2 3 4  Boddy-Evans، Marion (May 05, 2017). "Elements of Composition: Balance". ThoughtCo. مؤرشف من الأصل في 17 أبريل 2019. اطلع عليه بتاريخ July 24, 2017. {{استشهاد ويب}}: تحقق من التاريخ في: |تاريخ= (مساعدة)
70. ↑  Riding, Alan (6 أبريل 2005). "In Louvre, New Room With View of 'Mona Lisa'". The New York Times. مؤرشف من الأصل في 2011-06-25. اطلع عليه بتاريخ 2007-10-07.
71. ↑  Sassoon، Donald. "Why is the Mona Lisa Famous?". La Trobe University Podcast. مؤرشف من الأصل في 2015-07-04. اطلع عليه بتاريخ 2014-01-20.
72. 1 2 3  Sassoon, Donald (2001). "Mona Lisa: the Best-Known Girl in the Whole Wide World". دورية حلقة التاريخ (ط. vol 2001). دار نشر جامعة أكسفورد. ج. 2001 ع. 51: 1. DOI:10.1093/hwj/2001.51.1. ISSN:1477-4569.
73. ↑  Gopnik، Blake (7 مايو 2004). "A Record Picasso and the Hype Price of Status Objects". The Washington Post. مؤرشف من الأصل في 2016-11-29. اطلع عليه بتاريخ 2016-11-28. {{استشهاد ويب}}: استعمال الخط المائل أو الغليظ غير مسموح: |ناشر= (مساعدة)
74. ↑  Stolow، Nathan (1987). Conservation and exhibitions: packing, transport, storage, and environmental consideration. Butterworths. ص. 188. ISBN:978-0-408-01434-2. مؤرشف من الأصل في 2012-10-05. اطلع عليه بتاريخ 2010-10-10.
75. ↑  Bohm-Duchen، Monica (2001). The private life of a masterpiece. University of California Press. ص. 65. ISBN:978-0-520-23378-2. مؤرشف من الأصل في 2012-10-05. اطلع عليه بتاريخ 2010-10-10.
76. ↑  The French Ministry of Foreign affairs. "The Louvre, the most visited museum in the world (01.15)". France Diplomatie :: Ministry of Foreign Affairs and International Development. مؤرشف من الأصل في 2015-12-22.
77. ↑  "On a Mission to Loosen Up the Louvre". The New York Times. 11 أكتوبر 2009. مؤرشف من الأصل في 2016-12-24.
78. ↑  Young، Mark، المحرر (1999). The موسوعة غينيس للأرقام القياسية 1999. Bantam Books. ص. 381. ISBN:0-553-58075-2.
79. ↑  "Six Ways to Compute the Relative Value of a U.S. Dollar Amount, 1790 to Present". Measuring Worth. مؤرشف من الأصل في 2008-08-08. اطلع عليه بتاريخ 2013-08-09.
80. ↑  "Culture - Could France sell the Mona Lisa to pay off its debts?". France 24. مؤرشف من الأصل في 2015-11-30.
81. 1 2 3 4 5  Todorović, Dejan, 'The Mona Lisa Gaze Effect' in Arthur G. Shapiro, and Dejan Todorovic (ed.), The Oxford Compendium of Visual Illusions (New York, 2017; online edn, Oxford Scholarship Online, June 2017), http://dx.doi.org/10.1093/acprof:oso/9780199794607.003.0092, accessed 14 Jul. 2020. نسخة محفوظة 2020-08-22 على موقع واي باك مشين.
82. ↑  يشير زولنر إلى أن تاريخها هو 1504، في حين يشير آخرون إلى أن التاريخ 1506
83. ↑  Zöllner، Frank. Leonardo Da Vinci, 1452-1519. ص. 161.
84. ↑  Clark, Kenneth (1999). "Mona Lisa". في Farago, Claire J. (المحرر). Leonardo Da Vinci, Selected Scholarship: Leonardo's projects, c. 1500-1519. ص. 214. ISBN:9780815329350. مؤرشف من الأصل في 2019-03-31.
85. 1 2  "The myth of the Mona Lisa". The Guardian. مؤرشف من الأصل في 2017-07-10.
86. ↑  Samuels، Ernest؛ Samuels، Jayne (1987). Bernard Berenson, the Making of a Legend. ص. 215. ISBN:9780674067790. مؤرشف من الأصل في 2020-01-25.
87. ↑  Jones، Jonathan (26 مايو 2001). "L.H.O.O.Q., Marcel Duchamp (1919)". The Guardian. UK. مؤرشف من الأصل في 2014-05-09. اطلع عليه بتاريخ 2009-06-12.
88. ↑  Marting, Marco De (2003). "Mona Lisa: Who is Hidden Behind the Woman with the Mustache?". Art Science Research Laboratory. مؤرشف من الأصل في 2008-03-20. اطلع عليه بتاريخ 2008-04-27.
89. ↑  Dalí, Salvador. "Self Portrait as Mona Lisa". Mona Lisa Images for a Modern World by Robert A. Baron (from the catalog of an exhibition at the Museum of Modern Art and the Philadelphia Museum of Art, 1973, p. 195). مؤرشف من الأصل في 2009-10-28. اطلع عليه بتاريخ 2009-10-24.
90. ↑  Sassoon, Donald (2003). Becoming Mona Lisa. Harvest Books via Amazon Search Inside. ص. 251. ISBN:0-15-602711-9.
91. ↑  "The £20,000 Rubik's Cube Mona Lisa". metro.co.uk. 29 يناير 2009. مؤرشف من الأصل في 2014-07-26. اطلع عليه بتاريخ 2014-07-18.
92. ↑  Best Funny Mona Lisa Parodies La Gioconda Painting NO Panic! at the Disco. YouTube. 18 سبتمبر 2014. مؤرشف من الأصل في 2015-09-04.
93. ↑  "La Gioconda, Leonardo's atelier". Museo Nacional del Prado. مؤرشف من الأصل في 2015-12-08. اطلع عليه بتاريخ 2015-12-07.
94. ↑  "The 'Prado Mona Lisa' - The Mona Lisa Foundation". The Mona Lisa Foundation. مؤرشف من الأصل في 2015-12-17.
95. ↑  Carbon، C. C.؛ Hesslinger، V. M. (أغسطس 2013). "Da Vinci's Mona Lisa Entering the Next Dimension". Perception. ج. 42 ع. 8: 887–893. DOI:10.1068/p7524. ISSN:0301-0066. PMID:24303752. مؤرشف من الأصل في 2016-01-02. اطلع عليه بتاريخ 2015-12-08.
96. ↑  Carbon، Claus-Christian؛ Hesslinger، Vera M. "Restoring Depth to Leonardo's Mona Lisa". American Scientist. ج. 103 ع. 6: 404–409. DOI:10.1511/2015.117.1. مؤرشف من الأصل في 2015-12-10. اطلع عليه بتاريخ 2015-12-07.
97. ↑  Tweened animated gif of Mona Lisa and Prado version نسخة محفوظة 7 February 2017 على موقع واي باك مشين. by Carbon and Hesslinger نسخة محفوظة 25 أكتوبر 2017 على موقع واي باك مشين.
98. ↑  Brooks, K. R. (1 يناير 2017). "Depth Perception and the History of Three-Dimensional Art: Who Produced the First Stereoscopic Images?". i-Perception. ج. 8 ع. 1. DOI:10.1177/2041669516680114. مؤرشف من الأصل في 2019-04-05. اطلع عليه بتاريخ 2017-01-25.
99. ↑  Dutta، Kunal (15 ديسمبر 2014). "'Early Mona Lisa': Unveiling the one-in-a-million identical twin to Leonardo da Vinci painting". مؤرشف من الأصل في 2014-12-16.
100. ↑  Alastair Sooke. "The Isleworth Mona Lisa: A second Leonardo masterpiece?". BBC. مؤرشف من الأصل في 2016-01-02.